# Oslo
Oslo (phát âm tiếng Thụy Điển: [ùʃlu] ⓘ hay [ùslu], phiên âm: Ốt-xlô) là một khu tự quản, thủ đô và cũng là thành phố đông dân nhất Na Uy. Oslo trở thành khu tự quản (formannskapsdistrikt) vào ngày 1 tháng 1, 1838. Tuy nhiên thành phố đã được Vua Harald III của Na Uy thành lập từ năm 1048, thành phố từng bị phá hủy nghiêm trọng do hỏa hoạn vào năm 1624. Thành phố sau đó nằm dưới vương quyền của Vua Christian IV của Đan Mạch-Na Uy. Thành phố được tái thiết tới vị trí gần hơn với Pháo đài Akershus, và được gọi là Christiania (trong một thời gian ngắn cũng gọi là Kristiania). Năm 1925, thành phố lấy lại tên gốc bằng tiếng Na Uy là Oslo.
Oslo là trung tâm chính trị, văn hóa, khoa học và kinh tế của Na Uy. Thành phố cũng là trung tâm của các hoạt động thương mại, ngân hàng, công nghiệp và ngư nghiệp trong cả nước. Oslo là một trung tâm quan trọng của các ngành kinh tế biển và thương mại hàng hải tại châu Âu. Thành phố là nơi đặt trụ sở của nhiều công ty trong lĩnh vực hàng hải, một vài trong số đó nằm trong số các công ty tàu thuyền, môi giới vận chuyển hàng hóa và bảo hiểm lớn nhất thế giới. Oslo là một thành phố đi đầu trong chương trình các thành phố đa dạng văn hóa của Hội đồng châu Âu và Ủy ban châu Âu.
Oslo được coi là thành phố toàn cầu và được xếp hạng "Beta" trong các nghiên cứu năm 2008. Nó được xếp hạng nhất về chất lượng sống trong các thành phố lớn của châu Âu theo báo cáo Thành phố Châu Âu của Tương lai 2012 theo tạp chí fDi. Trong một vài năm, Oslo từng được liệt trong danh sách các thành phố đắt đỏ nhất thế giới cùng với các thành phố toàn cầu khác như Zurich, Genève, Copenhagen, Paris, và Tokyo. Năm 2009, Oslo đã trở lại vị trí thành phố đắt đỏ nhất thế giới. Theo cuộc điều tra của ECA International năm 2011 thì Oslo đã bị đẩy xuống vị trí thứ hai sau Tokyo.
Tính đến ngày 1 tháng 7 năm 2017, khu tự quản Oslo có dân số 672.061 người, còn dân số của khu đô thị thành phố là 942.084. Vùng đô thị có dân số ước tính là 1,71 triệu người. Dân số thành phố tăng với tốc độ kỷ từ đầu những năm 2000, giúp nó trở thành thành phố lớn tại châu Âu có tốc độ tăng dân số nhanh nhất vào thời gian đó. 
Sự tăng trưởng này bắt nguồn phần lớn từ nhập cư quốc tế và tỷ lệ sinh cao, nhưng cũng có liên quan đến di cư trong nước. Dân số dân nhập cư trong thành phố có phần tăng nhanh hơn dân số người Na Uy, Chỉ tính riêng thành phố Oslo, người nhập cư hiện chiếm hơn 25% tổng dân số.

## Vùng đô thị
Tính đến ngày 1 tháng 1 năm 2016, khi tự quản Oslo có dân số 658.390 người. Vùng đô thị mở rộng bên ngoài ranh giới khu tự quản đến hạt Akershus lân cận (gồm khu tự quản Asker, Bærum, Røyken, Rælingen, Lørenskog, Nittedal, Skedsmo, Ski, Sørum, Gjerdrum, Oppegård); tổng dân số của chùm đô thị này là 942.084. Trung tâm thành phố nằm ở cuối Oslofjord, từ đó thành phố trải rộng ra trong ba "hành lang" khác nhau—về phía đông bắc và phía nam dọc theo cả hai bên của vịnh hẹp—giúp khu vực đô thị có hình dáng giống với chữ "Y" nghiêng ngược (trên bản đồ, ảnh vệ tinh, hoặc ảnh chụp từ trên cao).
Về phía bắc và phía đông, đồi rừng (Marka) mọc lên tạo ra hình dáng một giảng đường khổng đồ cho khu vực. Vùng đô thị khu tự quản (bykommune) của Oslo và hạt [fylke] Oslo là hai phần của cùng một thực thể, khiến Oslo là thành phố duy nhất ở Na Uy có hai cấp hành chính được tích hợp. Trong tổng diện tích của Oslo, 130 km2 (50 dặm vuông Anh) được đô thị hóa và 7 km2 (2,7 dặm vuông Anh) là đất nông nghiệp. Phần không xây dựng trong khi vực đô thị hóa có diện tích 22 km2 (8,5 dặm vuông Anh).
Thành phố Oslo được thành lập là một khu tự quản vào ngày 3 tháng 1 năm 1838 (xem formannskapsdistrikt). Nó được tách ra khỏi hạt Akershus để trở thành một hạt vào năm 1842. Hạt nông thôn Aker được nhập vào Oslo vào ngày 1 tháng 1 năm 1948 (và đồng thời được chuyển từ hạt Akershus đến hạt Oslo). Ngoài ra, Oslo chia sẻ một số chức năng quan trọng với hạt Akershus.

### Các quận
Như được định nghĩa vào tháng 1 năm 2004 bởi hội đồng thành phố[note]
| Quận              | Cư dân (2015) | Diện tích in km² | số thứ tự |
| Alna              | 48.770        | 13,7             | 12        |
| Bjerke            | 30.502        | 7,7              | 9         |
| Frogner           | 55.965        | 8,3              | 5         |
| Gamle Oslo        | 49.854        | 7,5              | 1         |
| Grorud            | 27.283        | 8,2              | 10        |
| Grünerløkka       | 54.701        | 4,8              | 2         |
| Nordre Aker       | 49.337        | 13,6             | 8         |
| Nordstrand        | 49.428        | 16,9             | 14        |
| Sagene            | 39.918        | 3,1              | 3         |
| St. Hanshaugen    | 36.218        | 3,6              | 4         |
| Stovner           | 31.669        | 8,2              | 11        |
| Søndre Nordstrand | 37.913        | 18,4             | 15        |
| Ullern            | 32.124        | 9                | 6         |
| Vestre Aker       | 47.024        | 16,6             | 7         |
| Østensjø          | 49.133        | 12,2             | 13        |
| Tổng              | 647.676       | 151,8            |           |

## Lịch sử
Theo saga của Na Uy, Oslo được thành lập khoảng năm 1049 bởi Harald Hardrada. Tuy nhiên nghiên cứu khảo cổ học cần đây khám phá mộ của Christian cho thấy nó có niên đại từ năm 1000 TCN, là bằng chứng có khu định cư. Do vậy có lễ kỷ niệm 1000 năm Oslo vào năm 2000.
Nó đã được coi là thủ đô từ triều đại Haakon V của Na Uy (1299–1319), vị vua đầu tiên sinh sống lâu dài tại thành phố này. Ông ấy cũng bắt đầu việc xây dựng pháo đài Akershus và Kongsgård của Oslo. Một thế kỷ sau, Na Uy là phần yếu hơn của một liên minh cá nhân với Đan Mạch, và vai trò của Oslo bị giảm xuống là trung tâm hành chính tỉnh, còn vua chúa định cư tại Copenhagen.
Oslo bị phá hủy một vài lần bởi hỏa hoạn, và sau những thiên tai trong thế kỷ 14, năm 1624, Christian IV của Đan Mạch và Na Uy ra lệnh xây dựng lại thành phố tại địa điểm mới dọc theo vinh, gần lâu đài Akershus và đặt tên thành phố là Christiania. 
Trước đó, Christiania đã bắt đầu thiết lập tầm vóc của nó như một trung tâm thương mại và văn hoá ở Na Uy. Một phần của thành phố được xây dựng từ năm 1624 và bây giờ thường được gọi là Kvadraturen vì cách bố trí trực giao của nó trong các khối vuông thông thường. Cái Chết Đen lần trước xảy ra tại Oslo vào năm 1654. Năm 1814 Christiania trở thành thủ đô thực sự một lần nữa khi liên minh với Đan Mạch bị giải tán.
Nhiều công trình được xây vào thế kỷ thứ 19, bao gồm Cung điện Hoàng gia (1825–1848), tòa nhà Storting (nhà Quốc hội) (1861–1866), Đại học Oslo, Nhà hát Quốc gia và Phòng giao dịch chứng khoán. Những nghệ sĩ nổi tiếng sống ở đây thời gian này là Henrik Ibsen và Knut Hamsun (ông được nhận giải Nodel văn học). Năm 1850, Christiania vượt qua Bergen và trở thành thành phố đông dân nhất quốc gia. Năm 1877 thành phố này được đổi tên là Kristiania. Tên gốc Oslo được dùng lại năm 1925.

### 1000–1600
Dưới triều cua Olaf III của Na Uy, Oslo trở thành một trung tâm văn hóa của Đông Na Uy. Hallvard Vebjørnsson trở thành thánh quan thầy của thành phố và được phác họa trên biểu tượng của thành phố.
Năm 1174, tu viện Hovedøya được xây dựng. Các nhà thờ và tu viện trở thành những chủ sở hữu lớn của những vùng đất rộng lớn, điều này được chứng tỏ là quan trọng cho sự phát triển kinh tế của thành phố, đặc biệt là trước Cái Chết Đen.
Vào ngày 25 tháng 7 năm 1197, Sverre của Na Uy và quân của ông tấn công Oslo từ Hovedøya.
Trong thời Trung Cổ, Oslo đạt đến đỉnh cao dưới triều đại của Haakon V của Na Uy. Ông bắt cho xây pháo đài Akershus và cũng là vị vua đầu tiên định cư lâu dài tại thành phố ngày, khiến nó trở thành thủ đô của Na Uy.
Cuối thế kỷ 12, những thương nhân của Liên minh Hanse từ Rostock chuyển đến thành phố này và được tẩm ảnh hưởng lớn trong thành phố. Cái Chết Đen tới Na Uy năm 1349 và giống như các thành phố khác tại châu Âu, thành phố chịu tổn thất lớn. Thu nhập từ nhà thờ cũng giảm xuống đáng kể đến nỗi các thương nhân Hanse thống trị thương mại với nước ngoài của thành phố trong thế kỷ 15.

### Thế kỷ 17
Thời gian trôi qua, những đám cháy nhiều lần phá hủy các phần quan trọng của thành phố, vì nhiều tòa nhà trong thành phố được xây hoàn toàn bằng gỗ. Sau đám cháy cuối cùng kéo dài 3 ngày năm 1624, Christian IV của Đan Mạch quyết định không nên xây lại thành phố cũ. Người của ông ấy xây một hệ thống đường ở khu Akershagen gần lâu đài Akershus. Ông yêu cầu tất cả công dân chuyển nơi buôn bán và làm việc của họ đến thành phố Christiania mới xây.
Việc chuyển đổi của thành phố diễn ra chậm trong vài trăm năm đầu. Bên ngoài thành phố, gần Vaterland và Grønland gần Phố Cổ, Oslo, một khu vực mới, không được quản lý của thành phố phát triển với rất nhiều công dân tầng lớp thấp sinh sống.

### Thế kỷ 18
Trong thế kỷ 18, sau Đại chiến Bắc Âu, nền kinh tế của thành phố bùng nổ với ngành đóng tàu và thương mại. Nền kinh tế mạnh đã biến Christiania thành một cảng thương mại.

### Thế kỷ 19
Năm 1814, thị trấn cấp tỉnh cũ Christiania trở thành thủ đô của Vương quốc Na Uy độc lập, trong một liên minh cá nhân với Thụy Điển. Một vài trụ sở quốc gia được thành lập và thành phố này với chức năng là thủ đô bắt đầu một quãng thời gian dân số tăng nhanh chóng. Chính phủ của quốc gia mới này cần những tòa nhà để mở rộng quản lý và các trụ sở. Một số tòa nhà được xây dựng – Ngân hàng Na Uy (1828), Cung điện Hoàng gia (1848), và Storting (1866). Những khu vực rộng lớn được sáp nhập vào năm 1839, 1859 và 1878. Dân số thành phố tăng từ khảong 10.000 năm 1814 đến 230.000 năm 1900. Christiania mở rộng về công nghiệp từ năm 1840, quan trọng nhất là xung quanh khu Akerselva. Trong những thập kỷ cuối của thế kỷ 19 đã có một sự bùng nổ của tòa nhà nổi bật, với nhiều chung cư mới và sự đổi mới của trung tâm thành phố, nhưng sự bùng nổ đã sụp đổ vào năm 1899.

### 1900–đến nay
Khu tự quản này phát triển những khu vực mới như là Ullevål Hageby (1918–1926) và Torshov (1917–1925). Tòa thị chính Oslo được xây dựng trong vùng ổ chuột Vika trước đây, từ năm 1931 đến năm 1950. Khu tự quản Aker được sáp nhập vào Oslo năm 1948, các phần ngoại ô được phát triển, như là Lambertseter (từ năm 1951). Aker Brygge được xây dựng tại xưởng đóng tàu Akers Mekaniske Verksted trước đây, từ năm 1982 đến năm 1998.
Trong Vụ tấn công khủng bố Na Uy 2011, Oslo bị tấn công bởi một quả bom tại khu hành chính, gây thiệt hại đến một số tòa nhà bao gồm tòa nhà có Văn phòng Thủ tướng. Tám người chết trong vụ tấn công này.

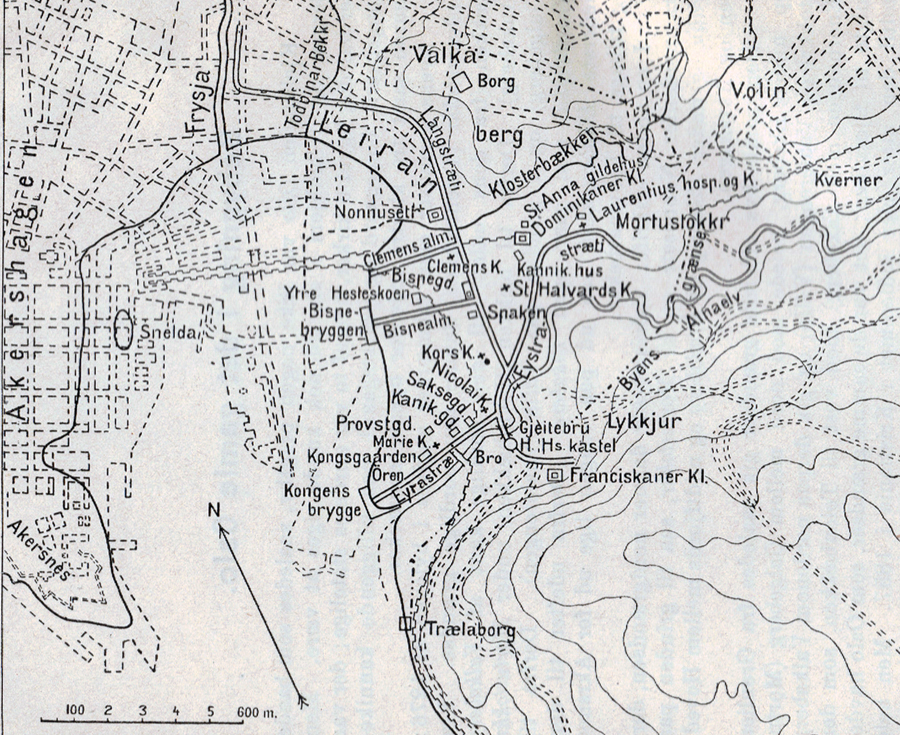
Bản đồ Oslo thời Trung cổ bởi Amund Helland
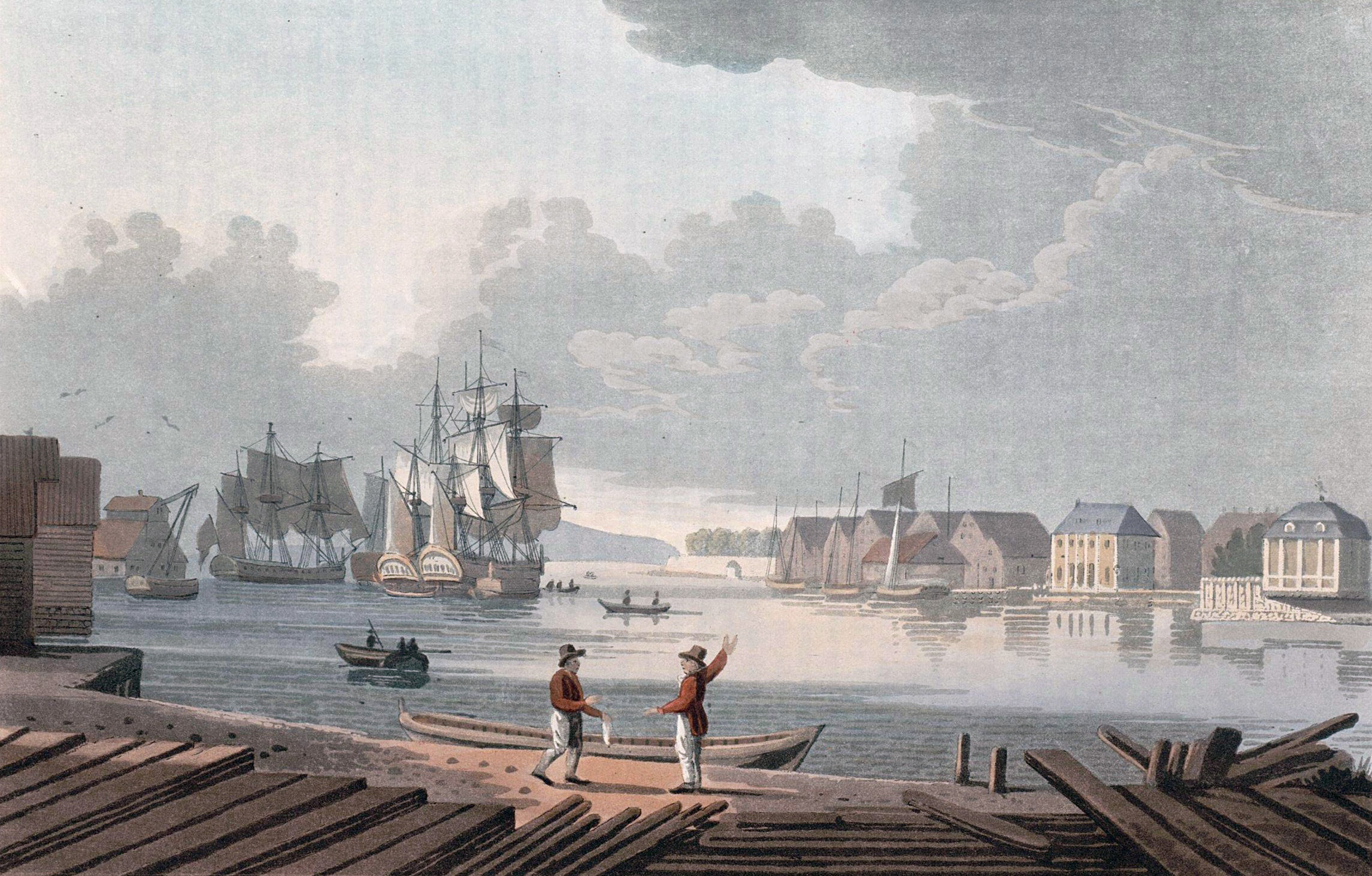
Cảng Christiania năm 1800 bởi John William Edy
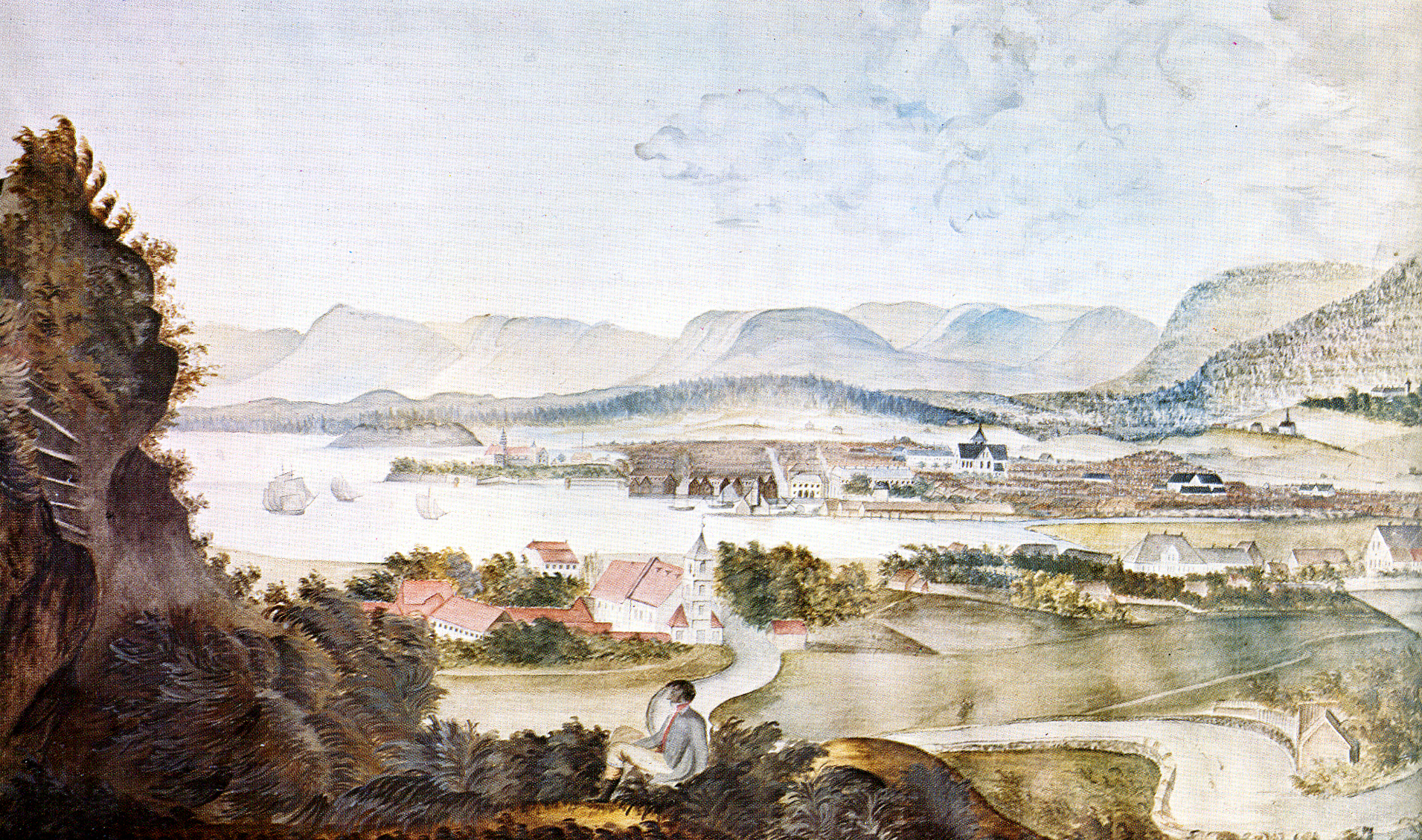
Christiania năm 1814, bởi M. K. Tholstrup
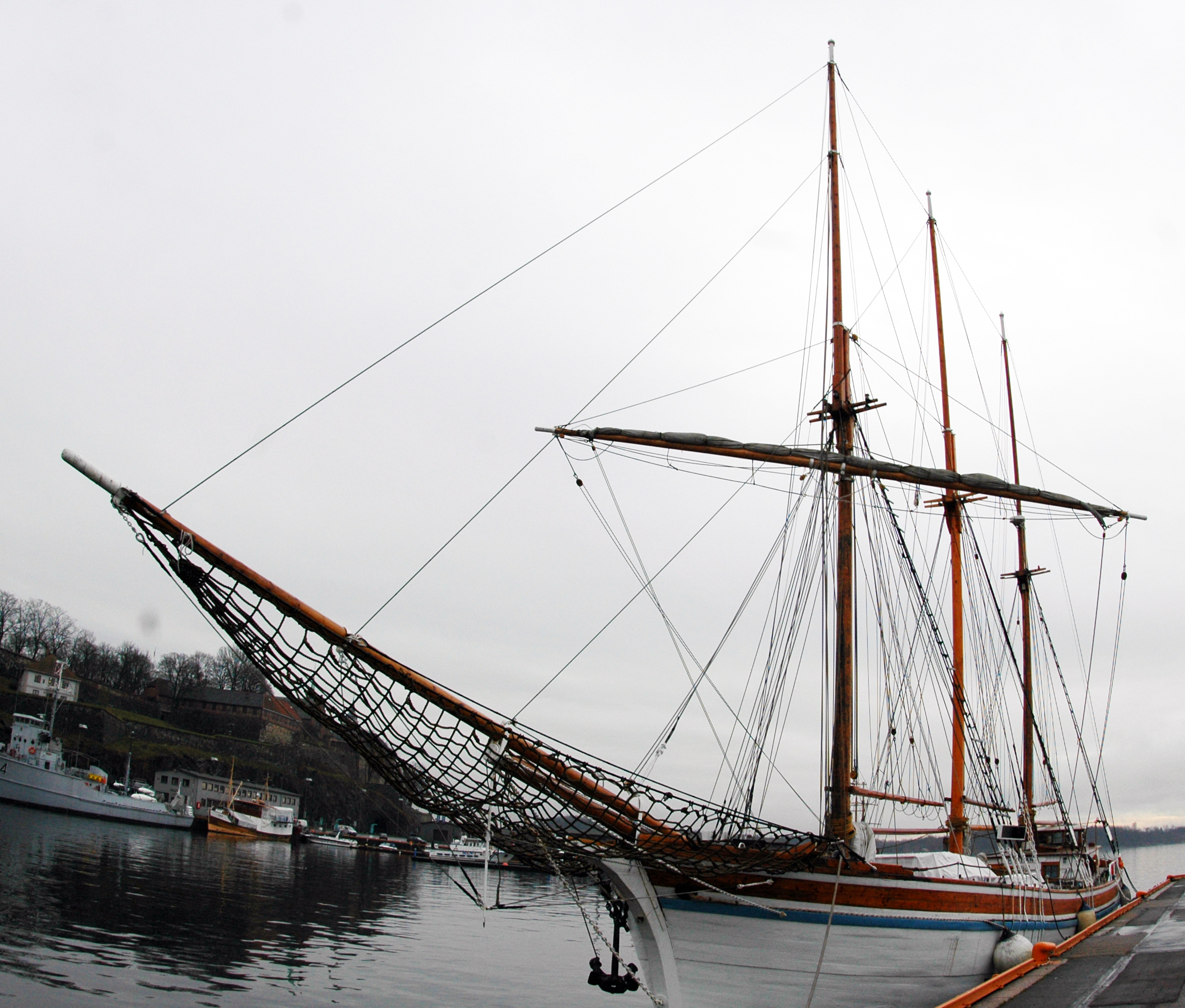
Thuyền buồm Christiania tại Oslo
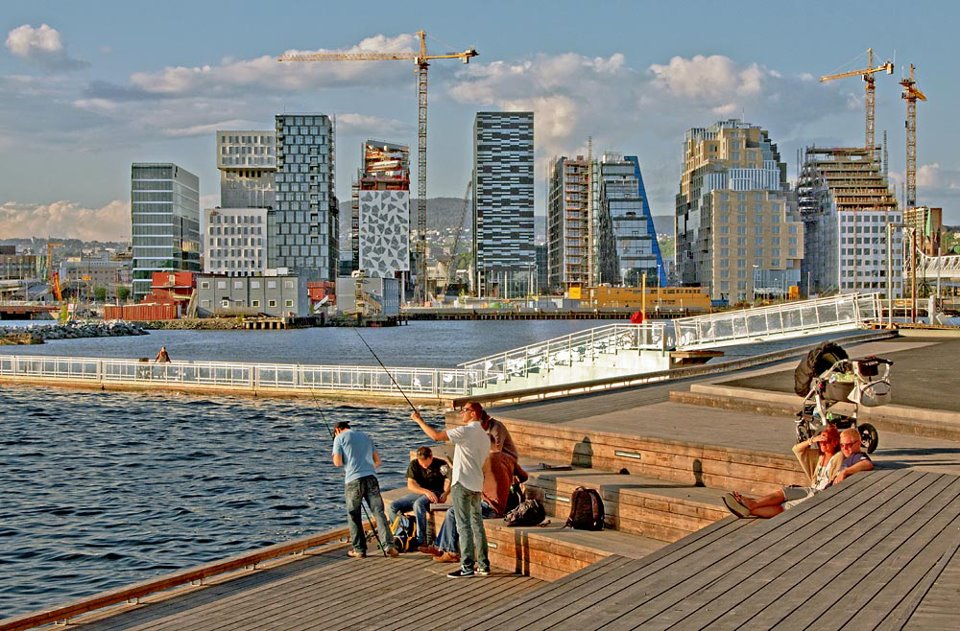
Khu skyline Barcode tại khu cảng
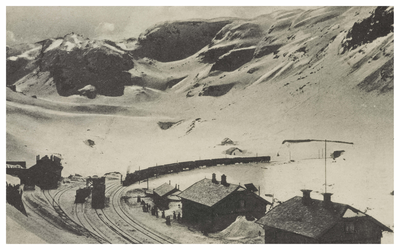
Đường sắt giữa Christiania và Bergen, 1916.

## Địa lý

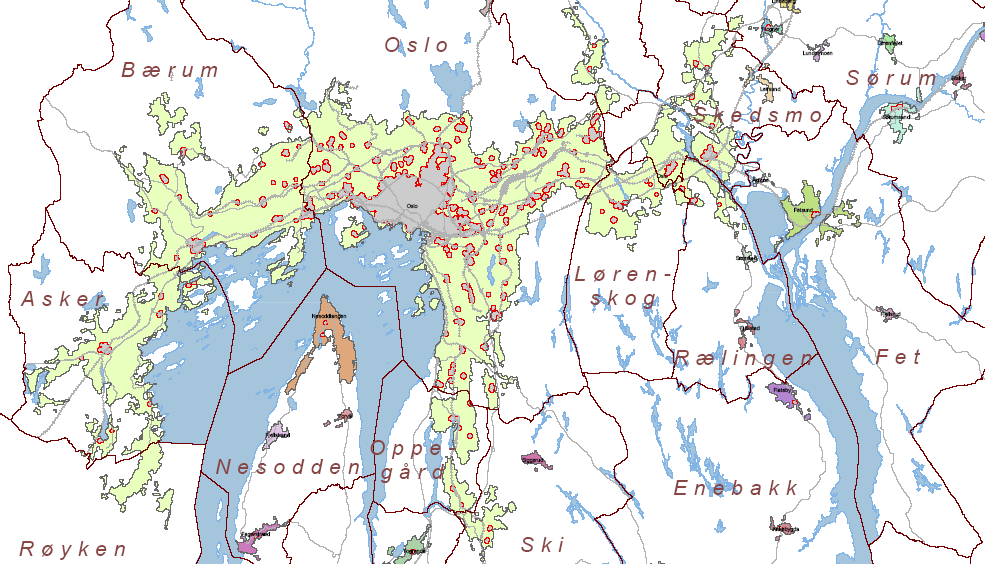
Bản đồ khu vực đô thị của Oslo năm 2005. Vùng màu xám ở giữa là trung tâm thành phố của Oslo.

Oslo sở hữu một vòng cung đất ở cực bắc của Oslofjord. Vịnh hẹp ngày gần như bị chia đôi bởi bán đảo Nesodden nằm ở phía nam, đối diện Oslo; về tất cả các hướng khác Oslo bị bao quanh bởi đồi núi. Có 40 đảo trong giới hạn của thành phố, đảo lớn nhất là Malmøya (0,56 km2 hay 0,22 dặm vuông Anh). Oslo có 343 hồ, hồ lớn nhất là Maridalsvannet (3,91 km2 hay 1,51 dặm vuông Anh). Đây cũng là nguồn nước uống chính cho nhiều phần của Oslo.
Mặc dù Đông Na Uy có một số sông, không có sông nào đổ ra biển tại Oslo. Thay vào đó Oslo có hai sông nhỏ hơn: Akerselva và Alna. Những thác nước tại Akerselva tạo ra năng lương cho một số ngành công nghiệp hiện đại đầu tiên tại Na Uy trong thập niên 1840. Cuối thế kỷ đó, con sông trở thành biểu tựng của sự bền vững và ổn định của nền kinh tế và xã hội, nó còn chia thành phố thành bên đông và bên tây; các vùng định cư của người lao động nằm ở cả hai bên bờ sông, và sự phân chia thực tế là dọc theo đường Uelands, một chút xa hơn về phía tây. Sông Alna chảy qua Groruddalen, khu ngoại ô và công nghiệp chính của Oslo. Điểm cao nhất là Kirkeberget, 629 mét (2.064 ft). Mặc dù dân số của thành phố này nhỏ hơn so với hầu hết các thủ đô của châu Âu, nó chiếm một diện tích đất rộng bất thường, trong đó 2/3 diện tích là khu bảo tồn thiên nhiên gồm rừng, đồi và hồ. 

### Khí hậu
Oslo có khí hậu lục địa ẩm (Dfb). Vì thành phố nằm ở vĩ tuyến bắc, ánh sáng ban ngày có sự thay đổi lớn, từ hơn 18 giờ vào mùa hè, khi nó không bao giờ tối hoàn toàn vào ban đêm (no darker than chạng vạng hàng hải), đến chỉ khoảng 6 giờ một ngày vào mùa đông.
Oslo có mùa hè khá ấm với hai phần ba số ngày trong tháng 7 có nhiệt lớn hơn 20 °C và trung bình một phần tư số ngày trên 25 °C. Nhiệt độ cao kỷ lục đực đo tại Blindern là 34,2 °C vào ngày 3 tháng 8 năm 1982. Tại "đài quan sát" trung tâm Oslo nhiệt độ 35 °C được đo vào ngày 21 tháng 7 năm 1901. Vào tháng 1, ba phần tư số ngày nhiệt độ dưới nhiệt độ đóng băng (0 °C), trung bình một phần tư số ngày lạnh hơn −10 °C. Nhiệt độ lạnh kỷ lục là -29,6 °C, vào ngày 21 tháng 1 năm 1841, trong khi nhiệt độ lạnh kỷ lục tại Blindern là -26 °C vào tháng 1 năm 1941.
Tháng 7 năm 1901 là tháng ấm kỷ lục với nhiệt độ trung bình 24-giờ mỗi tháng là 22,7 °C °C. Bảng khí hậu sau đo trong khoảng thời gian 1981–2010.
| Dữ liệu khí hậu của Oslo 1981–2010 (Blindern, 94 m, kỷ lục 1841–, giờ nắng 1961-90) | Dữ liệu khí hậu của Oslo 1981–2010 (Blindern, 94 m, kỷ lục 1841–, giờ nắng 1961-90) | Dữ liệu khí hậu của Oslo 1981–2010 (Blindern, 94 m, kỷ lục 1841–, giờ nắng 1961-90) | Dữ liệu khí hậu của Oslo 1981–2010 (Blindern, 94 m, kỷ lục 1841–, giờ nắng 1961-90) | Dữ liệu khí hậu của Oslo 1981–2010 (Blindern, 94 m, kỷ lục 1841–, giờ nắng 1961-90) | Dữ liệu khí hậu của Oslo 1981–2010 (Blindern, 94 m, kỷ lục 1841–, giờ nắng 1961-90) | Dữ liệu khí hậu của Oslo 1981–2010 (Blindern, 94 m, kỷ lục 1841–, giờ nắng 1961-90) | Dữ liệu khí hậu của Oslo 1981–2010 (Blindern, 94 m, kỷ lục 1841–, giờ nắng 1961-90) | Dữ liệu khí hậu của Oslo 1981–2010 (Blindern, 94 m, kỷ lục 1841–, giờ nắng 1961-90) | Dữ liệu khí hậu của Oslo 1981–2010 (Blindern, 94 m, kỷ lục 1841–, giờ nắng 1961-90) | Dữ liệu khí hậu của Oslo 1981–2010 (Blindern, 94 m, kỷ lục 1841–, giờ nắng 1961-90) | Dữ liệu khí hậu của Oslo 1981–2010 (Blindern, 94 m, kỷ lục 1841–, giờ nắng 1961-90) | Dữ liệu khí hậu của Oslo 1981–2010 (Blindern, 94 m, kỷ lục 1841–, giờ nắng 1961-90) | Dữ liệu khí hậu của Oslo 1981–2010 (Blindern, 94 m, kỷ lục 1841–, giờ nắng 1961-90) |
| Tháng                                                                               | 1                                                                                   | 2                                                                                   | 3                                                                                   | 4                                                                                   | 5                                                                                   | 6                                                                                   | 7                                                                                   | 8                                                                                   | 9                                                                                   | 10                                                                                  | 11                                                                                  | 12                                                                                  | Năm                                                                                 |
| ----------------------------------------------------------------------------------- | ----------------------------------------------------------------------------------- | ----------------------------------------------------------------------------------- | ----------------------------------------------------------------------------------- | ----------------------------------------------------------------------------------- | ----------------------------------------------------------------------------------- | ----------------------------------------------------------------------------------- | ----------------------------------------------------------------------------------- | ----------------------------------------------------------------------------------- | ----------------------------------------------------------------------------------- | ----------------------------------------------------------------------------------- | ----------------------------------------------------------------------------------- | ----------------------------------------------------------------------------------- | ----------------------------------------------------------------------------------- |
| Số ngày giáng thủy trung bình (≥ 1 mm)                                              | 10                                                                                  | 7                                                                                   | 9                                                                                   | 8                                                                                   | 8                                                                                   | 10                                                                                  | 11                                                                                  | 11                                                                                  | 9                                                                                   | 11                                                                                  | 11                                                                                  | 9                                                                                   | 114                                                                                 |
| Số giờ nắng trung bình tháng                                                        | 40                                                                                  | 76                                                                                  | 126                                                                                 | 178                                                                                 | 220                                                                                 | 250                                                                                 | 246                                                                                 | 216                                                                                 | 144                                                                                 | 86                                                                                  | 51                                                                                  | 35                                                                                  | 1.668                                                                               |
| Nguồn 1: Norwegian Meteorological Institute eklima.met.no                           |                                                                                     |                                                                                     |                                                                                     |                                                                                     |                                                                                     |                                                                                     |                                                                                     |                                                                                     |                                                                                     |                                                                                     |                                                                                     |                                                                                     |                                                                                     |
| Nguồn 2: Meteo-climat 1981–2010 <http://meteo-climat />                             |                                                                                     |                                                                                     |                                                                                     |                                                                                     |                                                                                     |                                                                                     |                                                                                     |                                                                                     |                                                                                     |                                                                                     |                                                                                     |                                                                                     |                                                                                     |

| Dữ liệu khí hậu của Sân bay Gardermoen 1961–1990, extremes 1954–1998 (202 m) | Dữ liệu khí hậu của Sân bay Gardermoen 1961–1990, extremes 1954–1998 (202 m) | Dữ liệu khí hậu của Sân bay Gardermoen 1961–1990, extremes 1954–1998 (202 m) | Dữ liệu khí hậu của Sân bay Gardermoen 1961–1990, extremes 1954–1998 (202 m) | Dữ liệu khí hậu của Sân bay Gardermoen 1961–1990, extremes 1954–1998 (202 m) | Dữ liệu khí hậu của Sân bay Gardermoen 1961–1990, extremes 1954–1998 (202 m) | Dữ liệu khí hậu của Sân bay Gardermoen 1961–1990, extremes 1954–1998 (202 m) | Dữ liệu khí hậu của Sân bay Gardermoen 1961–1990, extremes 1954–1998 (202 m) | Dữ liệu khí hậu của Sân bay Gardermoen 1961–1990, extremes 1954–1998 (202 m) | Dữ liệu khí hậu của Sân bay Gardermoen 1961–1990, extremes 1954–1998 (202 m) | Dữ liệu khí hậu của Sân bay Gardermoen 1961–1990, extremes 1954–1998 (202 m) | Dữ liệu khí hậu của Sân bay Gardermoen 1961–1990, extremes 1954–1998 (202 m) | Dữ liệu khí hậu của Sân bay Gardermoen 1961–1990, extremes 1954–1998 (202 m) | Dữ liệu khí hậu của Sân bay Gardermoen 1961–1990, extremes 1954–1998 (202 m) |
| Tháng                                                                        | 1                                                                            | 2                                                                            | 3                                                                            | 4                                                                            | 5                                                                            | 6                                                                            | 7                                                                            | 8                                                                            | 9                                                                            | 10                                                                           | 11                                                                           | 12                                                                           | Năm                                                                          |
| ---------------------------------------------------------------------------- | ---------------------------------------------------------------------------- | ---------------------------------------------------------------------------- | ---------------------------------------------------------------------------- | ---------------------------------------------------------------------------- | ---------------------------------------------------------------------------- | ---------------------------------------------------------------------------- | ---------------------------------------------------------------------------- | ---------------------------------------------------------------------------- | ---------------------------------------------------------------------------- | ---------------------------------------------------------------------------- | ---------------------------------------------------------------------------- | ---------------------------------------------------------------------------- | ---------------------------------------------------------------------------- |
| Lượng Giáng thủy trung bình mm (inches)                                      | 59 (2.3)                                                                     | 49 (1.9)                                                                     | 53 (2.1)                                                                     | 48 (1.9)                                                                     | 61 (2.4)                                                                     | 73 (2.9)                                                                     | 79 (3.1)                                                                     | 90 (3.5)                                                                     | 96 (3.8)                                                                     | 100 (3.9)                                                                    | 89 (3.5)                                                                     | 65 (2.6)                                                                     | 862 (33.9)                                                                   |
| Nguồn: met Norway eklima                                                     |                                                                              |                                                                              |                                                                              |                                                                              |                                                                              |                                                                              |                                                                              |                                                                              |                                                                              |                                                                              |                                                                              |                                                                              |                                                                              |

## Thông tin chung

### Địa danh học

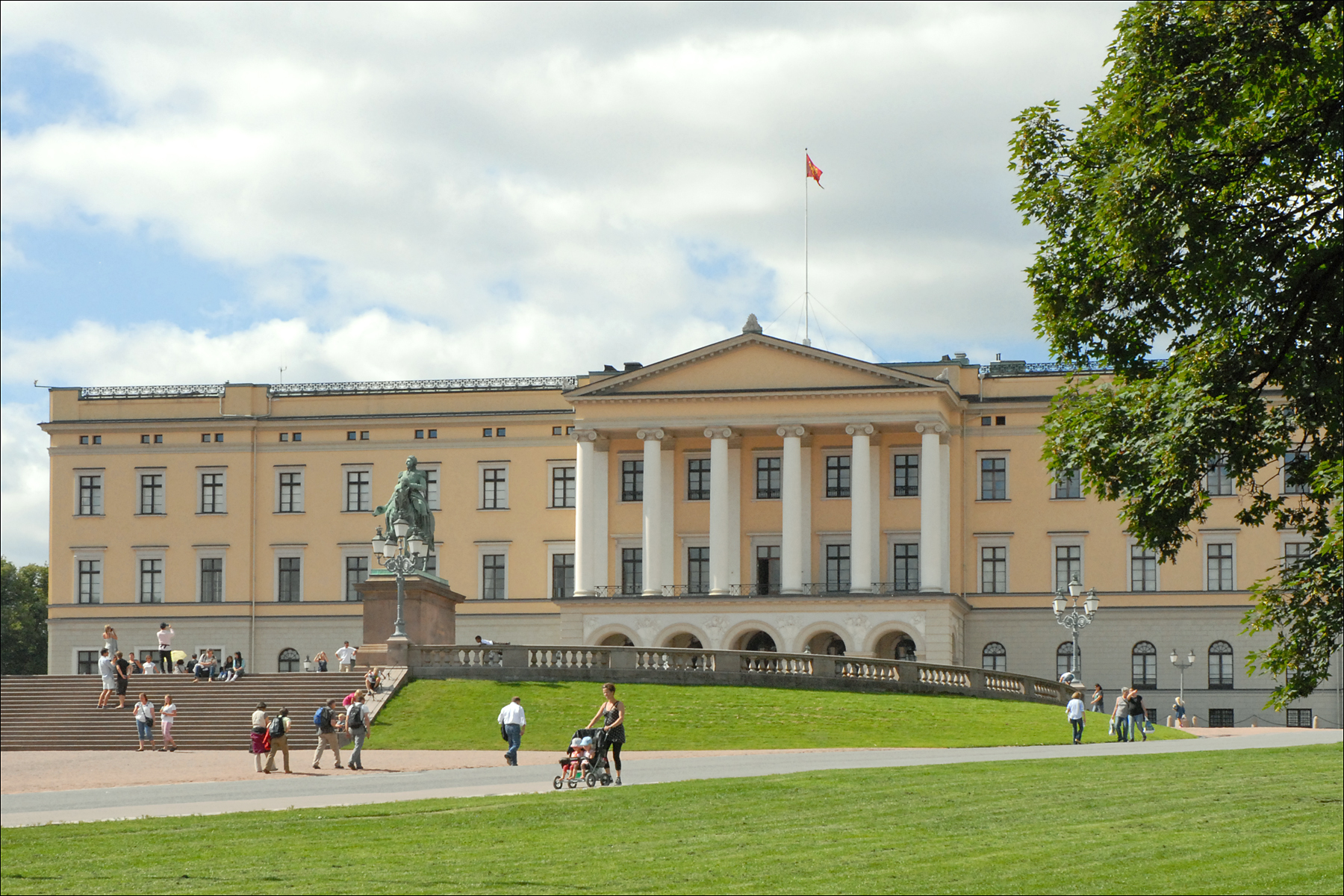
Cung điện Hoàng gia là nhà của Hoàng gia Na Uy

Nguồn gốc của cái tên Oslo là chủ đề của nhiều cuộc tranh luận. Nó chắc chắn được bắt nguồn từ tiếng Na Uy cổ và, với tất cả các xác suất, ban đầu nó là tên của một trang trại lớn ở Bjørvika, nhưng ý nghĩa của tên đó bị tranh cãi. Các nhà ngôn ngữ học hiện đại thường giải thích bản gốc Óslo hoặc Áslo là "Bãi cỏ ở chân đồi" hoặc "Bãi cỏ được hiến dân cho Thần linh", với xác suất ngang nhau.
Một cách không chính xác, mọi người từng cho rằng "Oslo" nghĩa là "Cửa sông Lo", một tên được cho là tên trước đây của sông Alna. Tuy nhiên, không chỉ không có bằng chứng nào về sông "Lo" trước nghiên cứu của Peder Claussøn Friis là nơi đầu tiên cái tên này được đưa ra, mà tên này còn sai ngữ pháp trong tiếng Na Uy: dạng đúng của từ phải là Loaros (cf. Nidaros). Tên Lo bây giờ được tên là gốc của một từ dài hơn theo giải thích của Friis để ủng hộ cho [ý tưởng của mình về] từ nguyên của Oslo.

### Con dấu thành phố
Oslo là một trong số ít các thành phố tại, cùng với Bergen và Tønsberg, không có phù hiệu áo giáo, mà sử dụng con dấu thành phố thay vào đó. Con dấu của Oslo có hình thánh quan thầy của thành phố, Thán Hallvard, với các vật dụng của ông, cối giã và mũi tên, với người phụ nữ khỏa thân ở dưới chân ông. Ông ngồi trên ngai với trang trí sư tử, cách trang trí cũng được sử dụng phổ biến bởi các vua Na Uy.

## Cảnh quan thành phố
Cảnh quan thành phố Oslo được phát triển thành một thành phố hiện đại, với một hệ thống tàu điện ngầm rộng, một quận tài chính mới và một trung tâm văn hóa. Năm 2008, một triển lãm được tổ chức ở Luân Đôn trưng bày về nhà hát opera Oslo, chính sách tái tạo khu đô thị bờ biển của Oslo, Munch/Stenersen và thư viện mới Deichman. Hầu hết những tòa nhà trong thành phố và trong những khu dân cư xung quanh có chiều cao thấp và chỉ có Plaza, Postgirobygget là những tòa nhà được coi là cao hơn.

### Kiến trúc

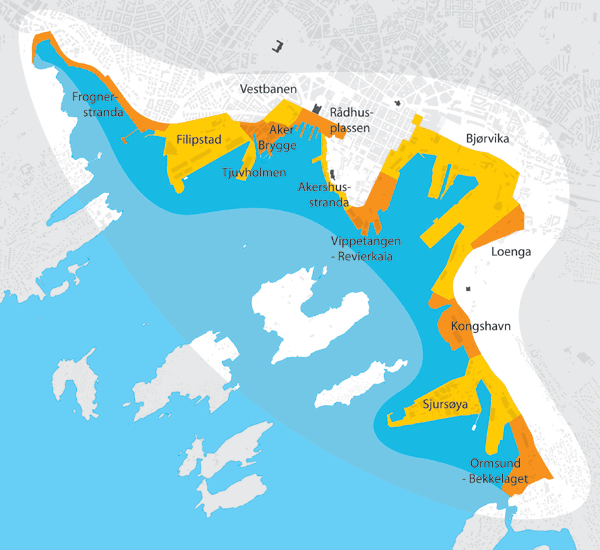
Fjordbyen là một dự án xây dựng lớn ở bờ biển trung tâm Oslo, trải dài từ Bygdøy ở phía tây đến Ormøya ở phía đông. Có một số khu vực bao gồm: Bjørvika, Aker brygge, Tjuvholmen, ga trung tâm

Kiến trúc Oslo rất đa dạng. Kiến trúc sư Carl Frederik Stanley (1769–1805), người được đào tạo tại Copenhagen, đã dành một vài năm tại Na Uy vào cuối thế kỷ 18. Ông đã làm các tác phẩm nhỏ cho những ông chủ giàu có ở trong và ngoài Oslo, nhưng thành tựu lớn của ông là việc cải tạo Trường Nhà thờ lớn Oslo, được hoàn thành năm 1800.  Ông đã thêm một cổng cổ điển vào phía trước của một công trình cũ hơn, và một giảng đường hình bán nguyệt đã bị tịch thu tạm thời bởi Quốc hội năm 1814 để làm nơi tập hợp, bây giờ được bảo tồn tại Bảo tàng Lịch sử Văn hóa Na Uy như một công trình quốc gia.
Khi Christiania được chọn làm thủ đô của Na Uy năm 1814, thực tế không có tòa nhà nào thích hợp cho nhiều cơ quan chính phủ mới. Một chương trình xây dựng đầy tham vọng đã được khởi xướng, nhưng thực hiện rất chậm do những khó khăn về kinh tế. v Cung điện Hoàng gia, được thiết kế bởi Hans Linstow và được xây từ năm 1824 đến năm 1848. Linstow cũng dự kiến xây cổng Karl Johans, đại lộ nối Cung điện và thành phố, với một quảng trường tưởng niệm một nửa bị bao quanh bởi những tòa nhà của đại học Oslo, the Nhà quốc hội (Storting) và các cơ quan khác. Chỉ có các tòa nhà trường đại học được thực hiện theo kế hoạch này. Christian Heinrich Grosch, một trong những kiến trúc sư đầu tiên được đào tạo hoàn toàn tại Nauy, đã thiết kế tòa nhà ban đầu cho Sở Giao dịch Chứng khoán Oslo (1826–1828), chi nhánh địa phương của Ngân hàng Na Uy (1828), Nhà hát Christiania (1836–1837), và khuôn viên trường đầu tiên của Đại học Oslo (1841–1856). Đối với các tòa nhà của trường đại học, ông đã tìm kiếm sự trợ giúp của kiến trúc sư nổi tiếng người Đức Karl Friedrich Schinkel. Ảnh hưởng kiến trúc Đức tiếp tục tồn tại ở Na Uy, và nhiều tòa nhà bằng gỗ được xây theo các nguyên tắc của thuyết tân cổ điển. Tại Oslo, kiến trúc sư người Đức Alexis de Chateauneuf thiết kế Trefoldighetskirken, nhà thờ neo-gothic đầu tiên, được hoàn thiện bởi von Hanno năm 1858.
Có một số tòa nhà điểm nhấn, đặc biệt là ở Oslo, được xây theo phong cách thuyết chức năng, tòa nhà đầu tiên là nhà hàng Skansen (1925–1927) bởi Lars Backer, bị phá hủy năm 1970. Backer cũng thiết kế nhà hàng tại Ekeberg, được mở cửa năm 1929. Phòng trưng bày nghệ thuật Kunstnernes Hus bởi Gudolf Blakstad và Herman Munthe-Kaas (1930) vẫn cho thấy ảnh hưởng của xu hướng cổ điển trước đây của những năm 1920. Việc phát triển lại sân bay Oslo (bởi tập đoàn tài chính Aviaplan) tại Gardermoen, được mở cửa năm 1998, là dự án xây dựng lớn nhất của Na Uy cho đến nay.

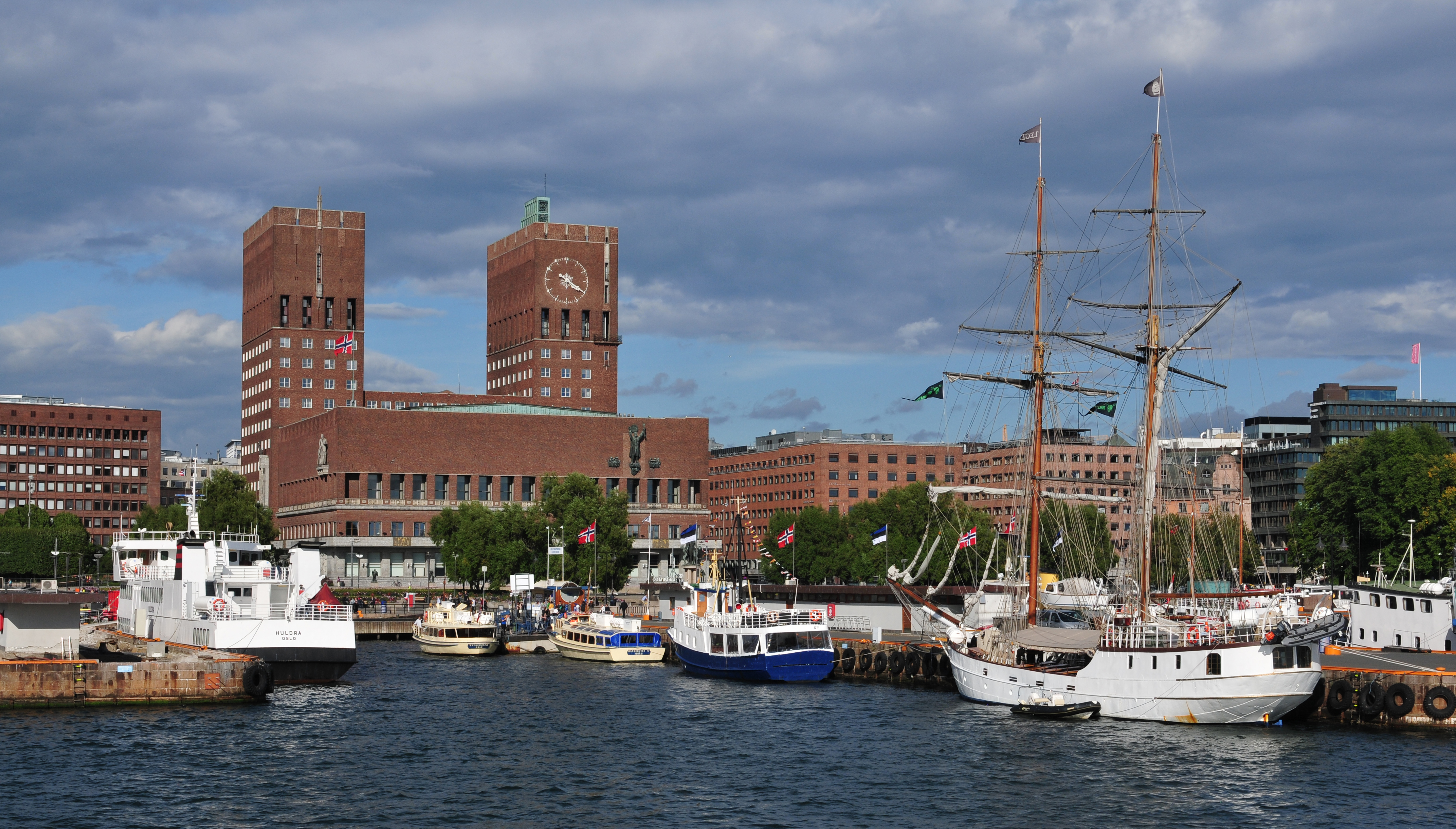
Cảng Oslo
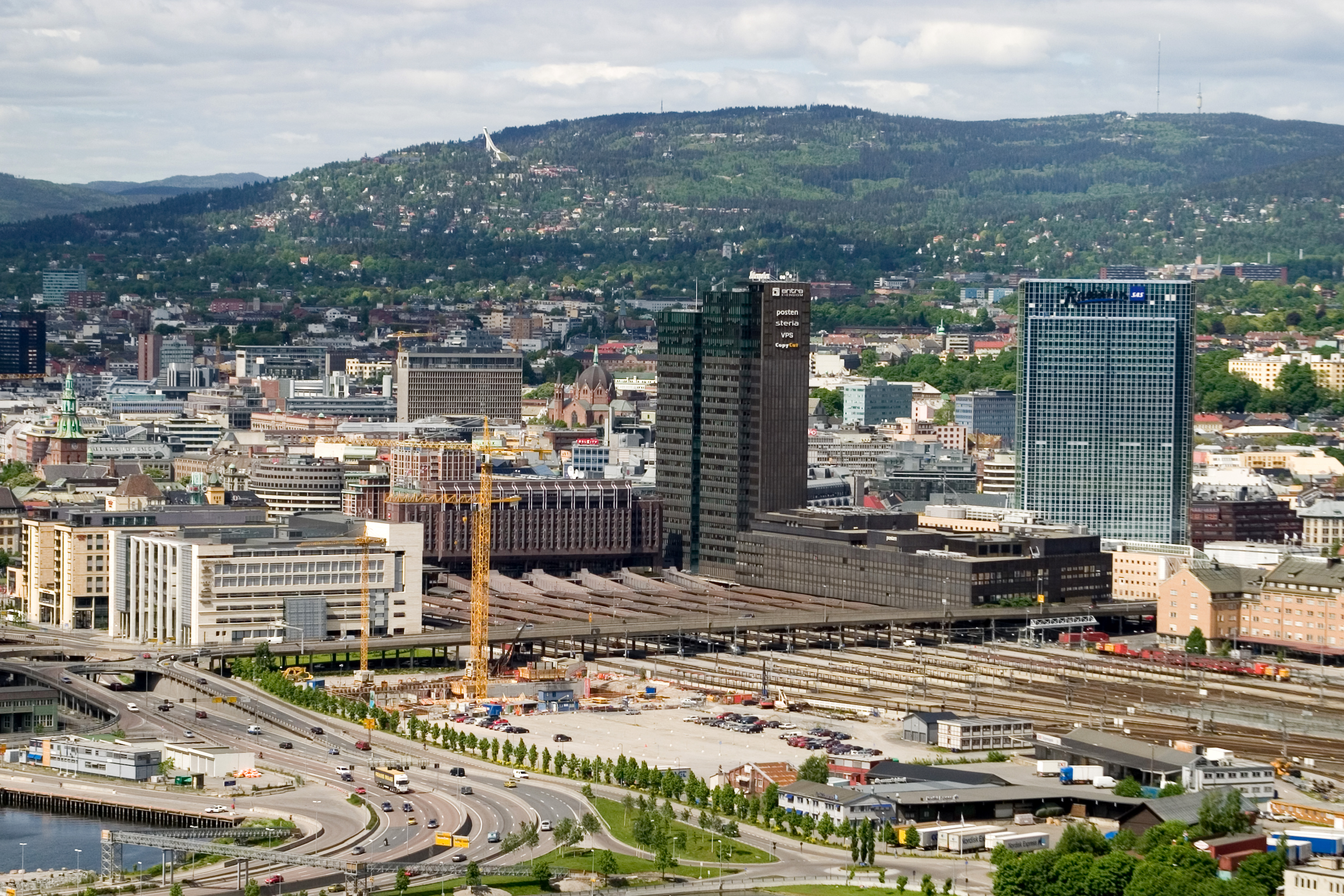
Ga trung tâm Oslo
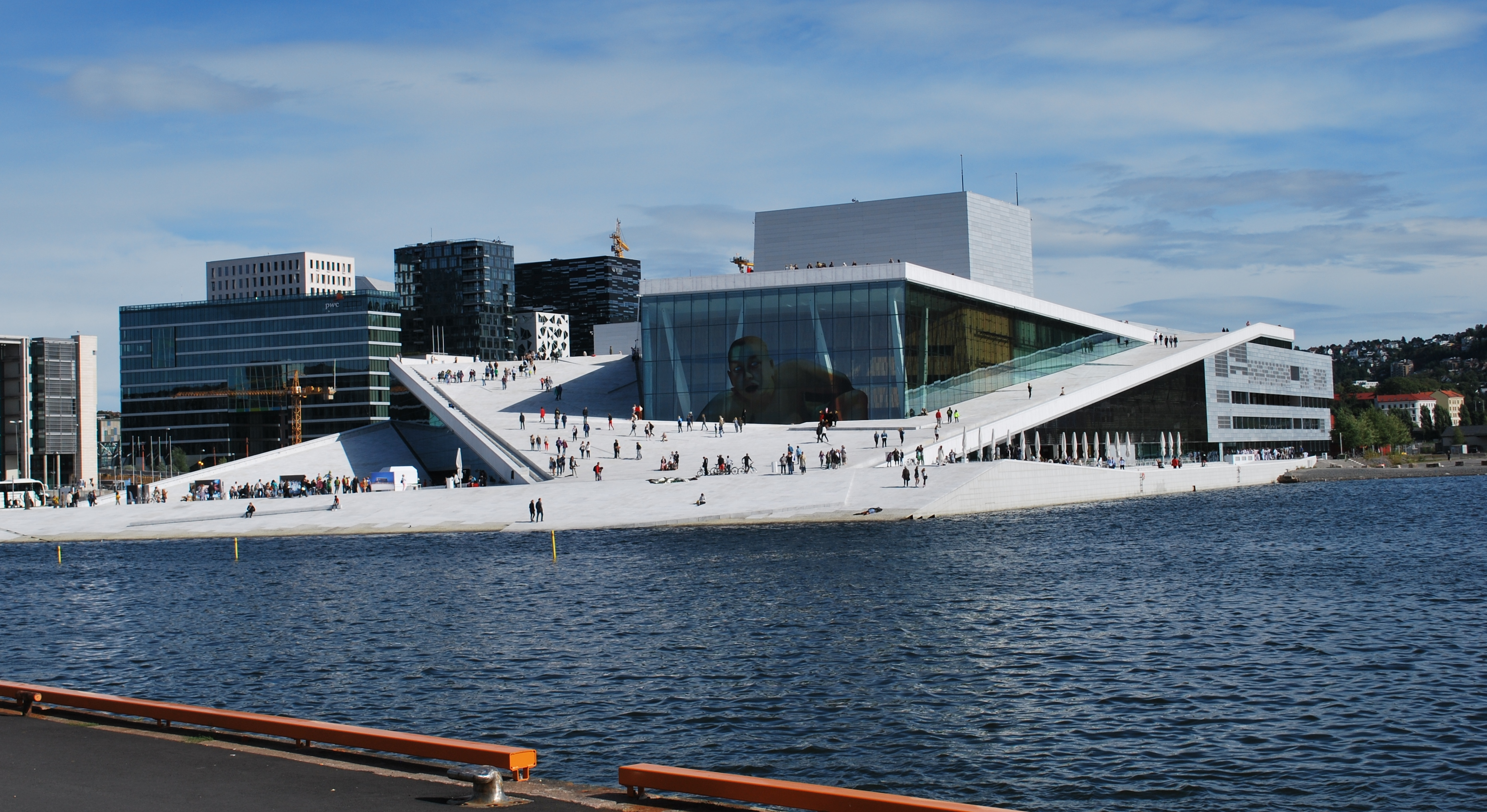
Nhà hát opera Oslo
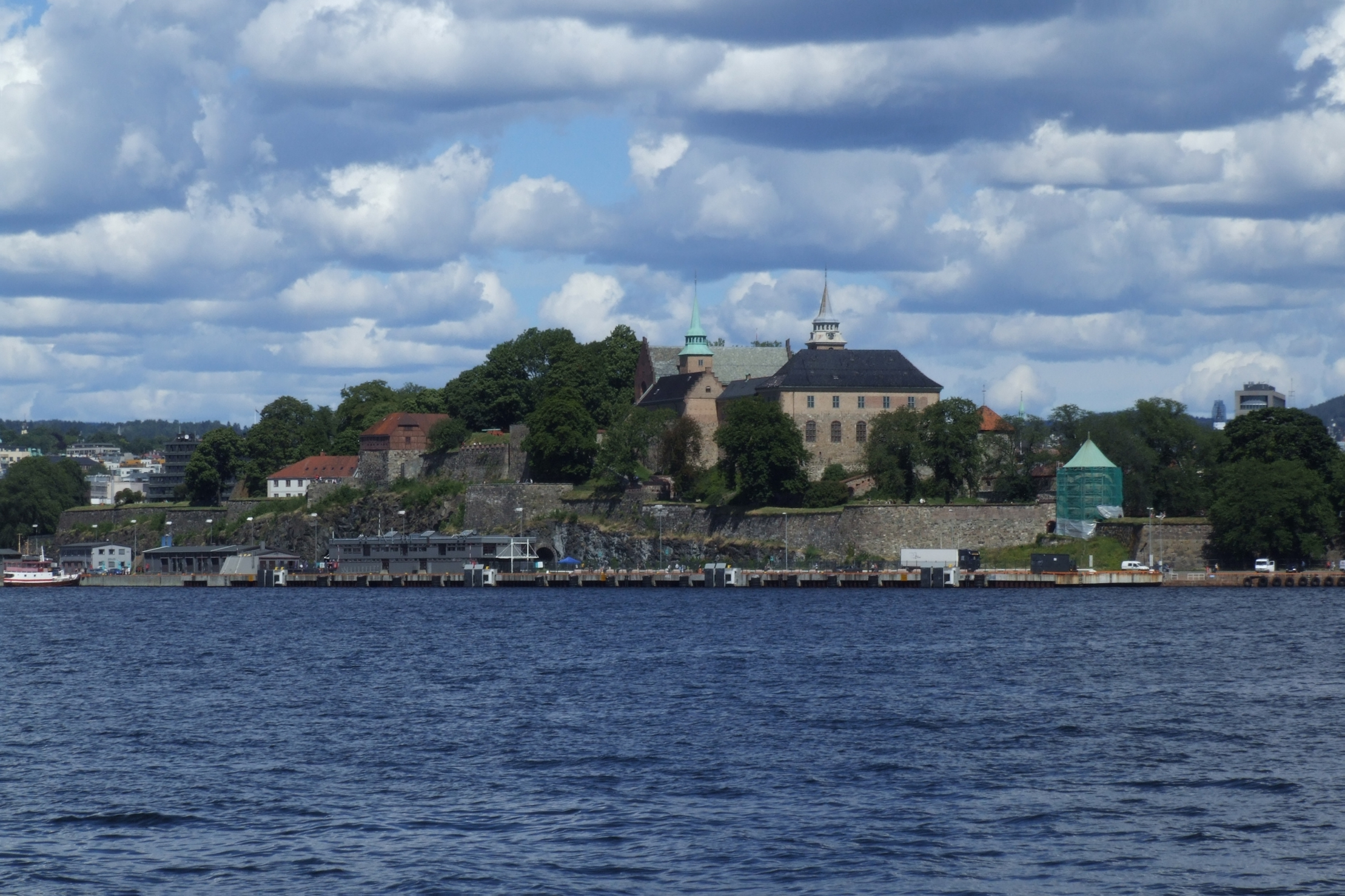
Pháo đài Akershus
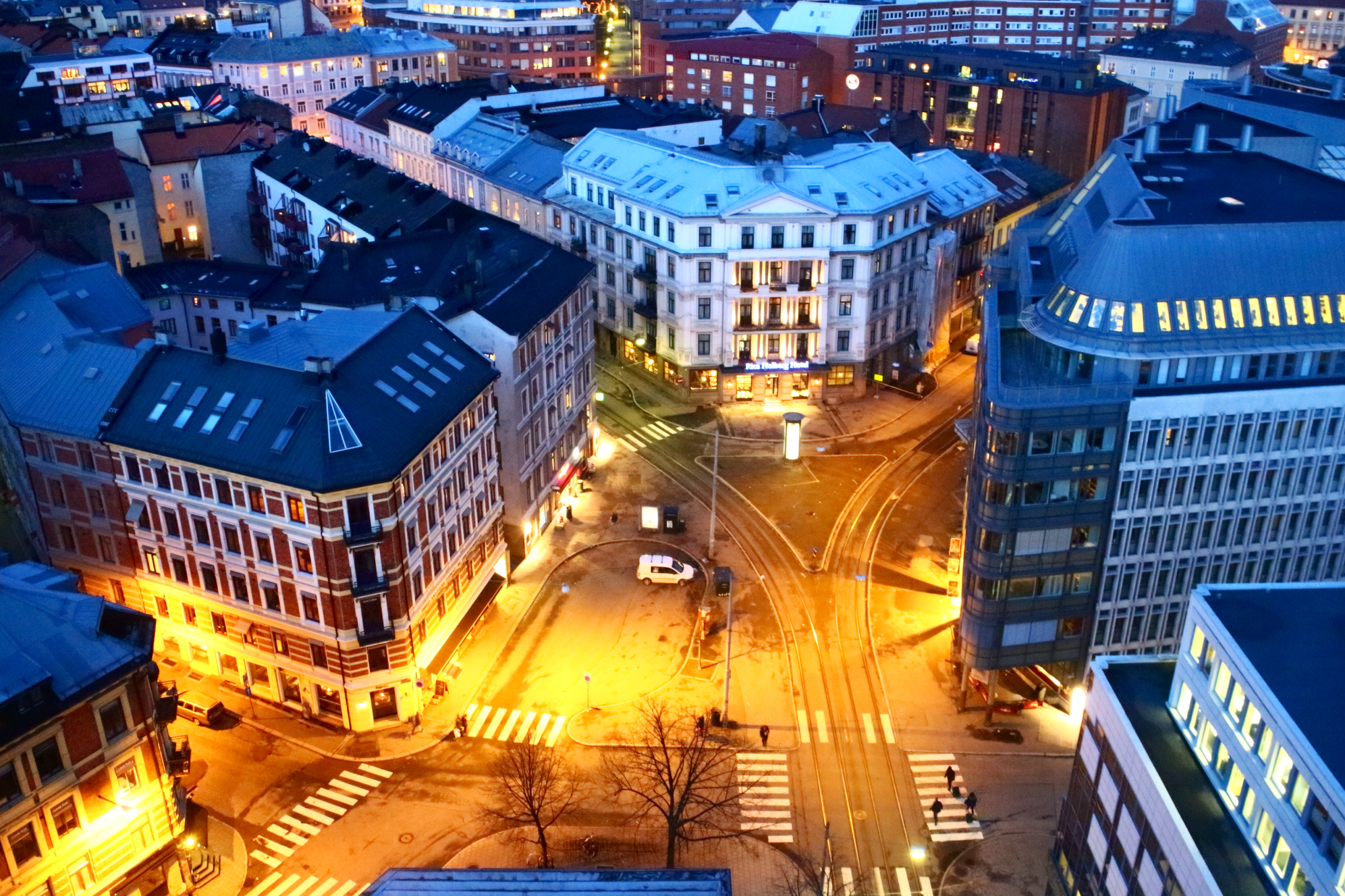
Những dãy nhà điển hình tại Oslo
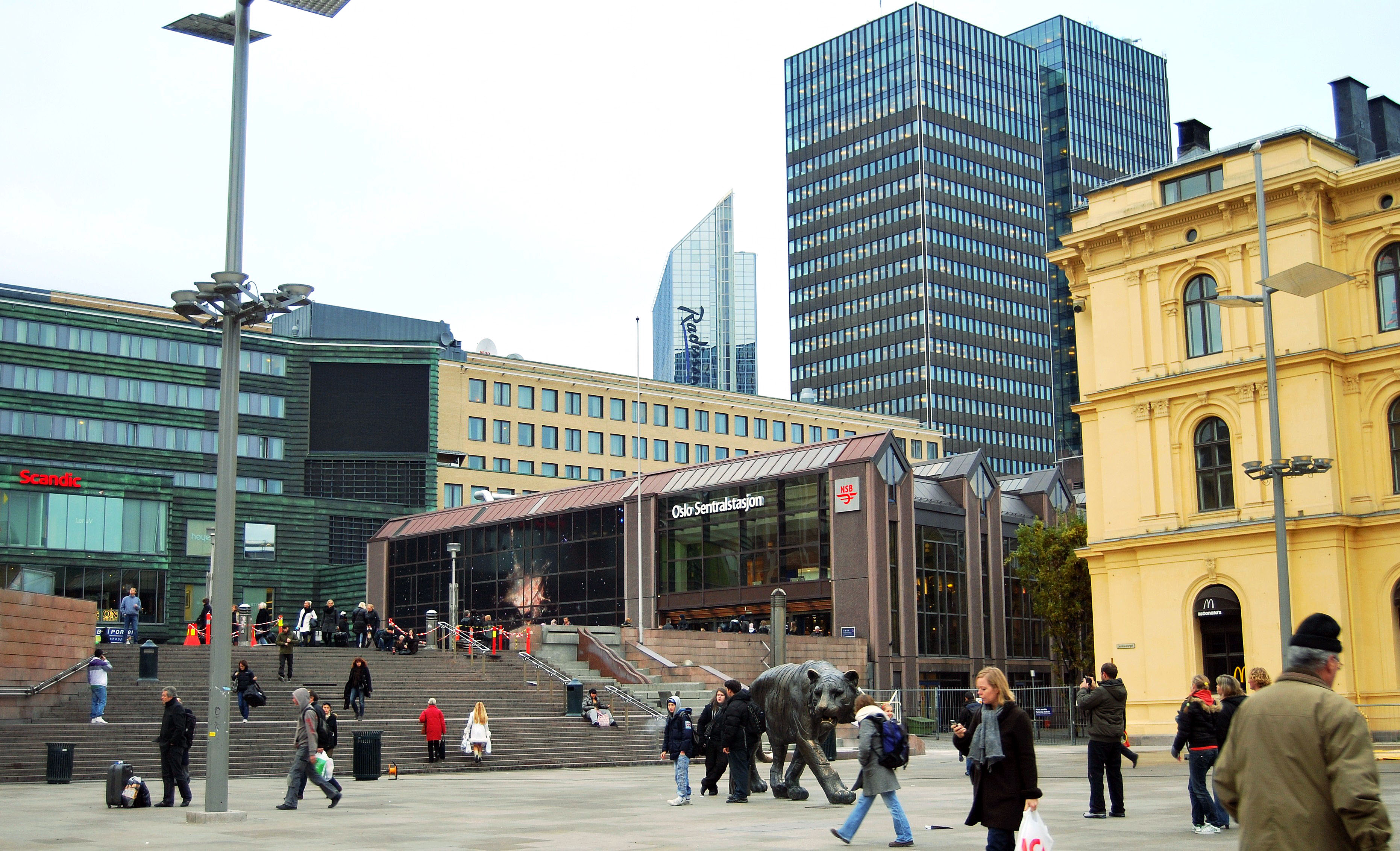
Jernbanetorget
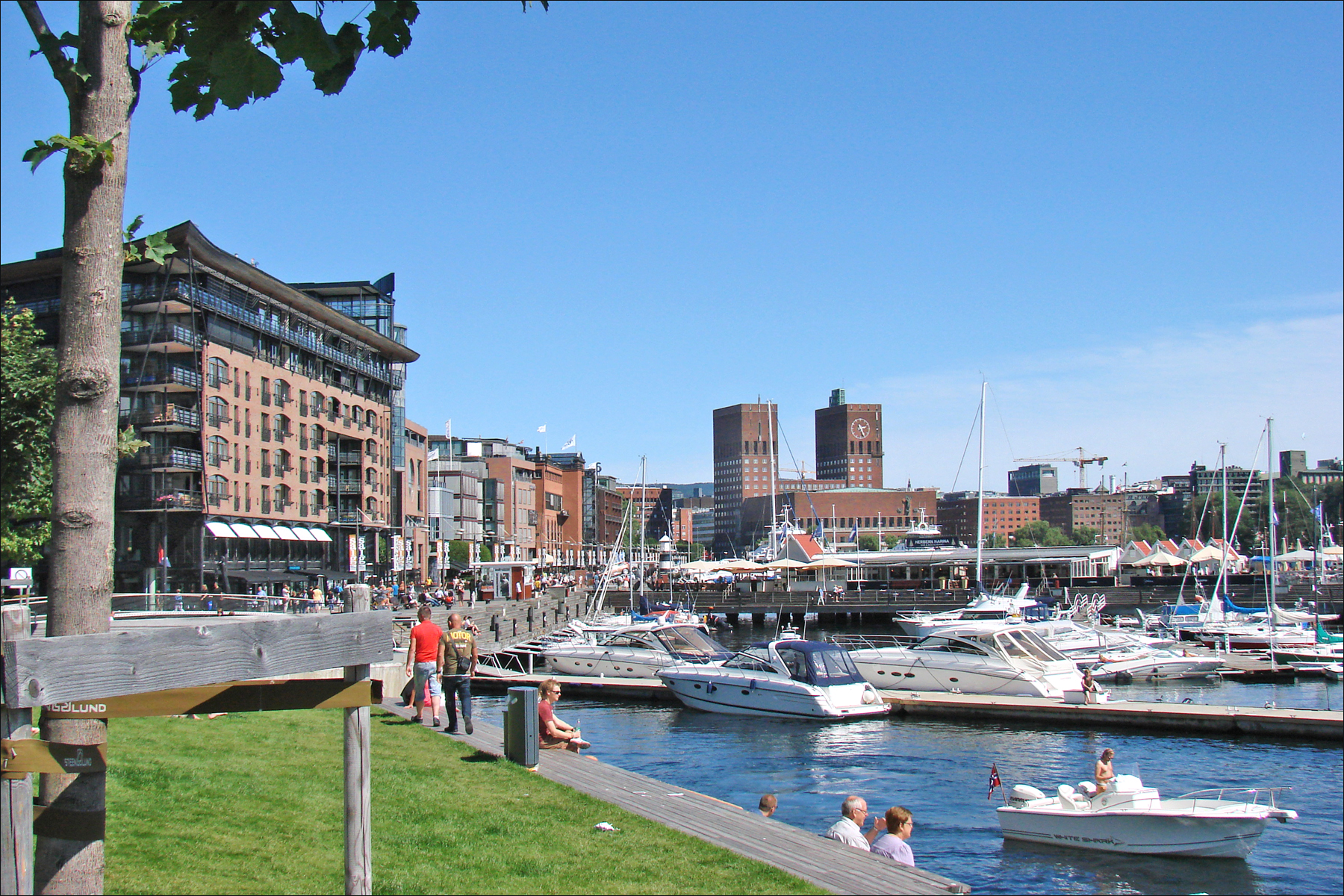
Aker brygge
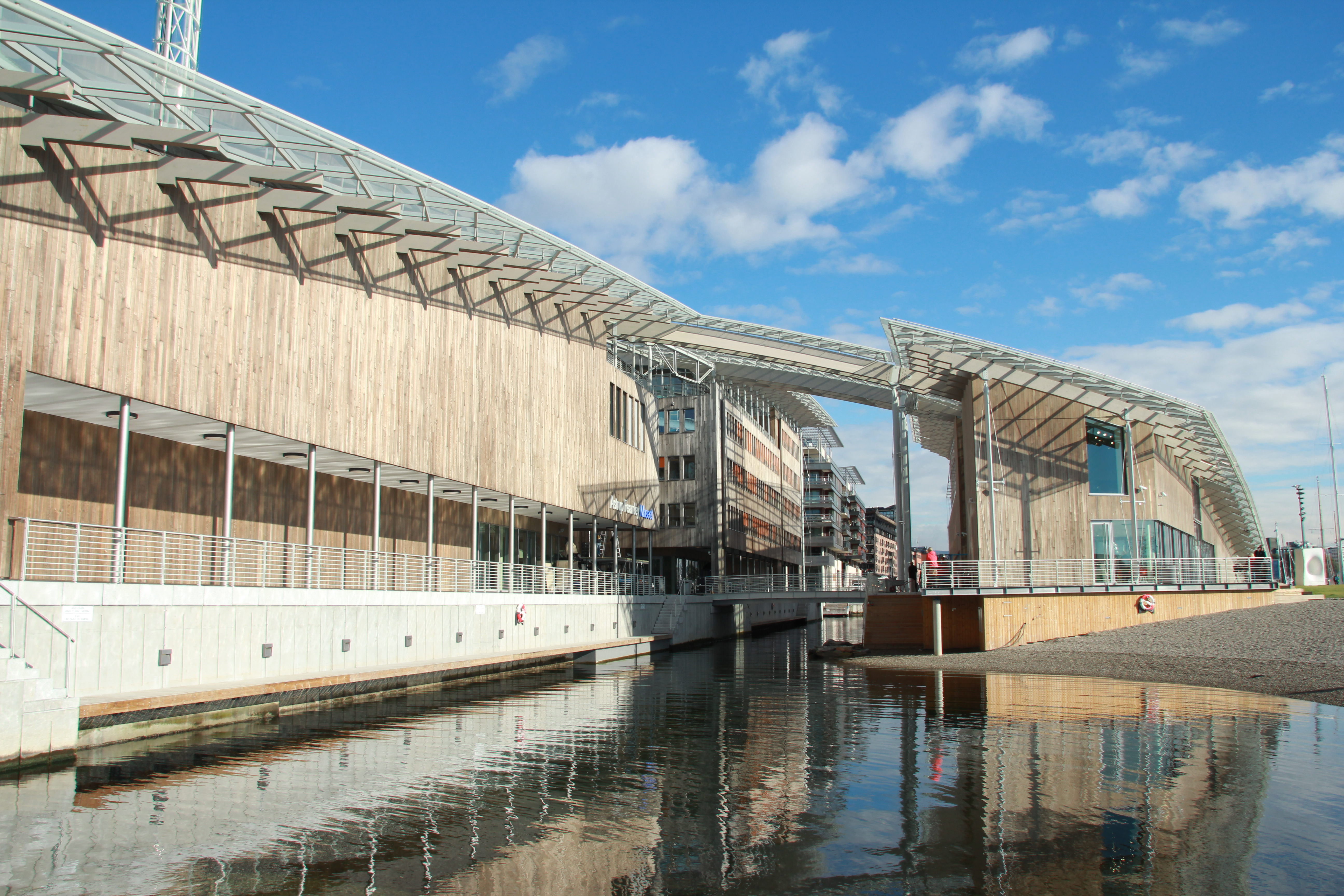
Phòng trưng bày nghệ thuật tại Bảo tàng Astrup Fearnley
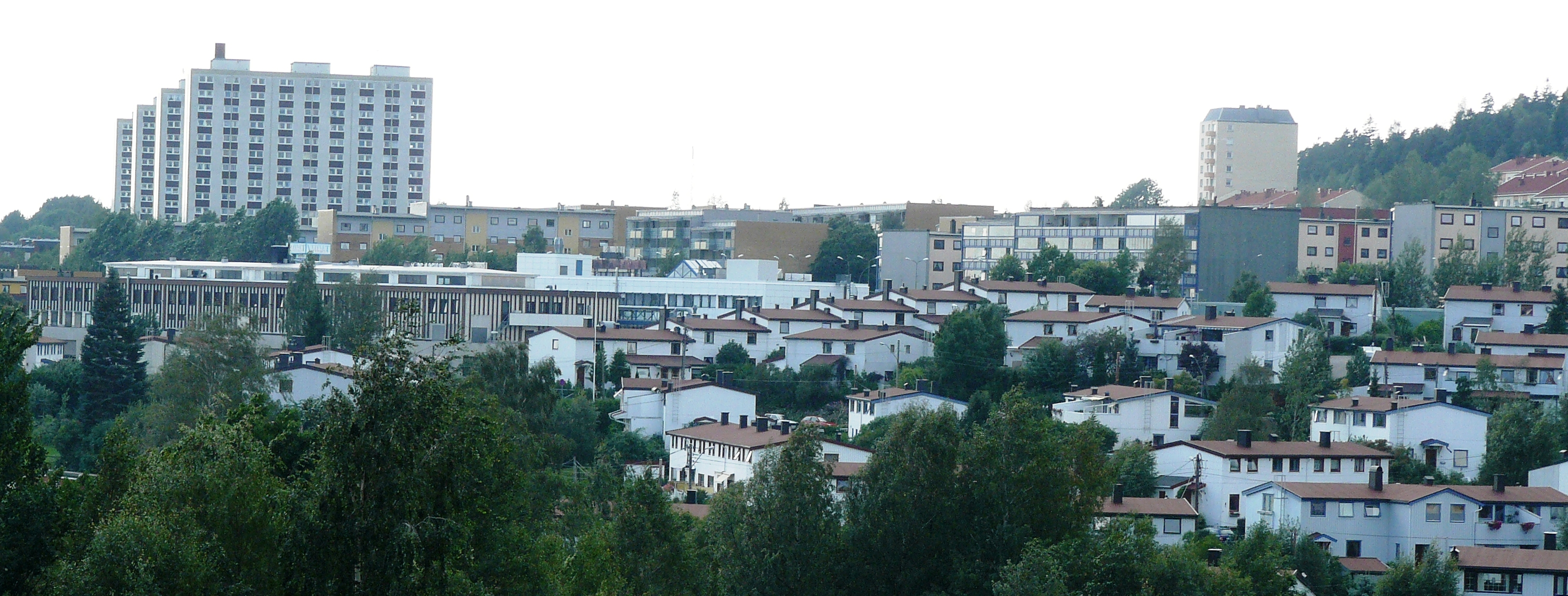
Vùng đông dân cư Bjerke
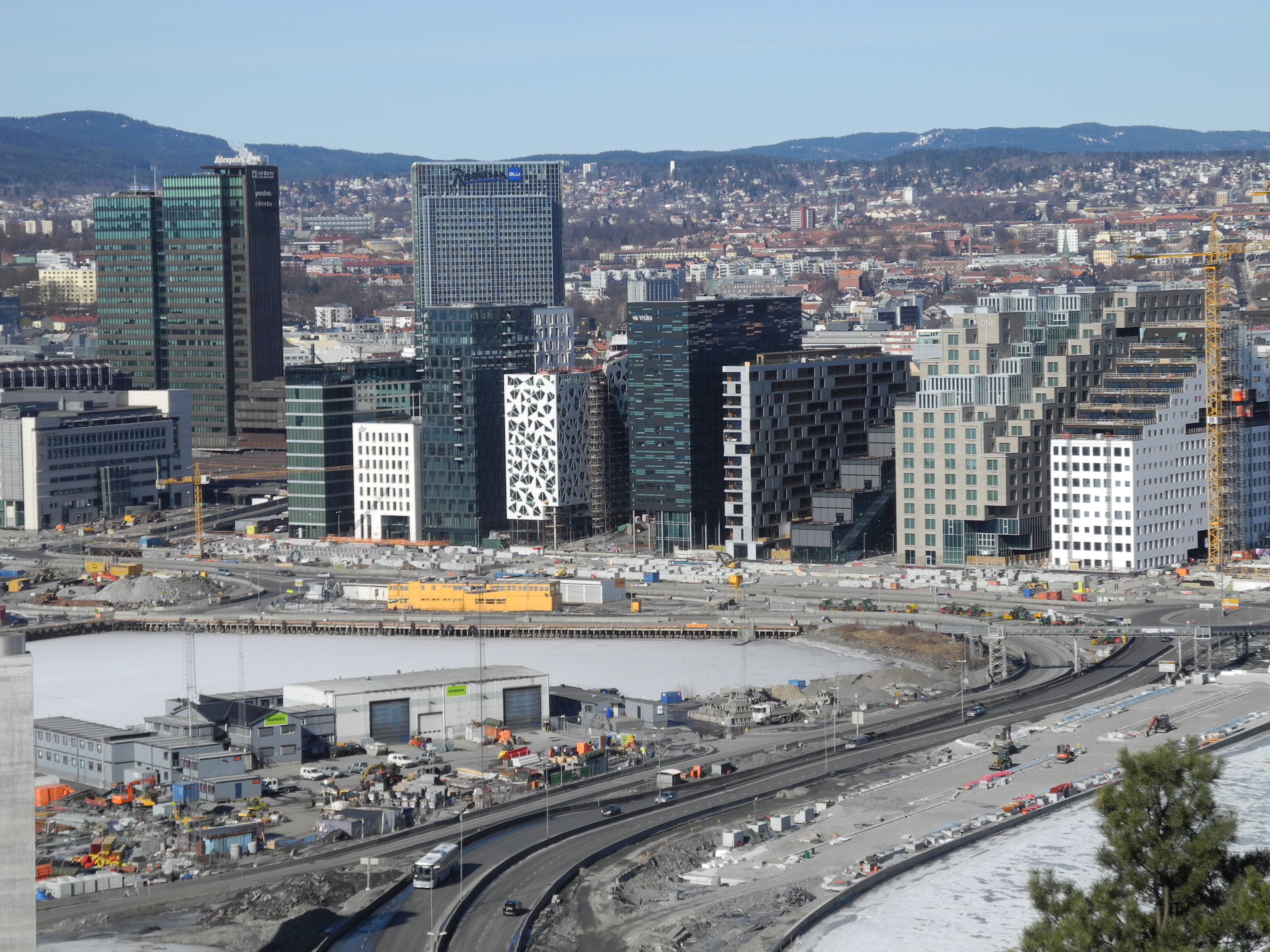
Skyline của Oslo

### Địa điểm tham quan chính
- Pháo đài và Lâu đài Akershus
- Norsk Folkemuseum, Bảo tàng lịch sử văn hóa ngoài trời
- Bảo tàng Lực lượng vũ trang
- Tòa thị chính Oslo, nơi lễ Giải Nobel hàng năm được tổ chức
- Bảo tàng lịch sử Oslo
- Bảo tàng Nghệ thuật hiện đại
- Holmenkollen ski jump
- Bảo tàng trượt tuyết Holmenkollen, Holmenkollen
- Bảo tàng Kon-Tiki, Bygdøy
- Bảo tàng Munch, Tøyen
- Sông Akerselva
- Bảo tàng thành phố Oslo, tại Frogner Manor
- Cung Hoàng gia
- Trung tâm Mỹ thuật Henie-Onstad, Høvikodden tại Bærum
- Nhà thờ lớn Oslo
- Tryvannstårnet
- Nhà hát opera Oslo

## Chính trị và chính quyền
| Hội đồng thành phố Oslo 2015–2019 |          |
| Công Đảng                         | 20 (+0)  |
| Đảng Bảo thủ                      | 19 0(−3) |
| Đảng Xanh                         | 05 (+4)  |
| Đảng Tự do                        | 04 (−1)  |
| Đảng Tiến bộ                      | 04 (+0)  |
| Đảng Chủ nghĩa xã hội Cánh trái   | 03 (−1)  |
| Đảng Đỏ                           | 03 (+1)  |
| Đảng Công giáo Dân chủ            | 01 0(+0) |
| Tổng                              | 59       |

Oslo là thủ đô của Na Uy, và do đó nó là trụ sở của chính phủ Na Uy. Hầu hết cơ quan chính phủ, bao gồm của thủ tướng, tập trung tại Regjeringskvartalet, một nhóm những tòa nhà gần Nhà quốc hội, Storting.
Tạo thành cả một khu tự quản và một hạt của Na Uy, thành phố Oslo được đại diện trong Storting bởi 19 thành viên của quốc hội. Công đảng và đảng Bảo thủ mỗi đảng có 6 ghế, đảng Tiến bộ và đảng Tự do mỗi đảng có hai ghế; đảng Xã hội chủ nghĩa Cánh trái, đảng Công giáo Dân chủ và đảng Xanh mỗi đảng có một ghế.

## Kinh tế

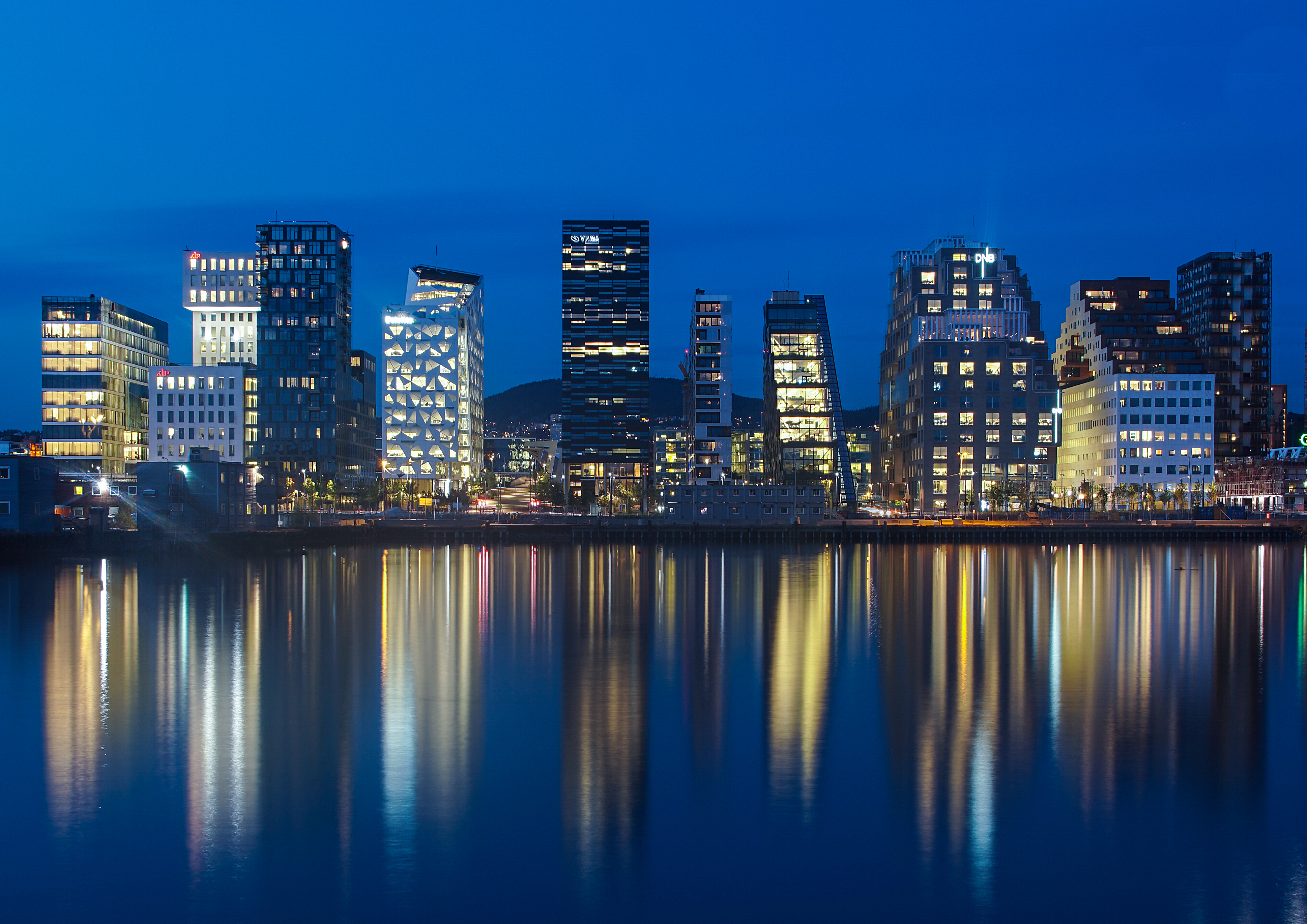
Tòa nhà văn phòng và căn hộ tại Bjørvika, một phần của khu cảng cũ được thiết kế lại và khu vực công nghiệp tại Oslo được biết đến là Dự án Barcode.

Oslo có nền kinh tế đa dạng và mạnh mẽ và được xếp hạng nhất trong số các thành phố lớn của châu Âu về tiềm năng kinh tế trong báo cáo Tạp chí fDi về Các thành phố châu Âu của tương lai năm 2012. Nó được xếp hạng thứ 2 về độ thân thiện với kinh doanh, đứng sau Amsterdam.
Oslo là một trung tâm kiến thức hàng hải quan trọng ở châu Âu và có khoảng năm 1980 công ty và 8.500 nhân viên trong ngành hàng hải. Một số trong đó là các công ty vận tải biển lớn nhất thế giới, các công ty môi giới hàng hải và môi giới bảo hiểm. Det Norske Veritas, có trụ sở tại Høvik phía ngoài Oslo, là một trong ba hội xếp hạng tàu chính của thế giới, với 16,5% lượng tàu thế giới xếp hạng bởi nó. Cảng của thành phố là cảng hàng tổng hợp lớn nhất trong nước và là cửa ngõ hàng đầu đón hành khách. Gần 6.000 tàu cập bến Cảng Oslo mỗi năm với tổng cộng 6 triệu tấn hàng hóa và hơn năm triệu hành khách.
Tổng sản phẩm quốc nội của Oslo đạt 268,047 tỷ NOK năm 2003, chiếm 17% GDP quốc gia. Con số này năm 165,915 tỷ NOK năm 1995. Khu trung tâm, Moss và Drammen, đóng góp 25% GDP quốc gia năm 2003 và hơn 1/4 tổng tiền thu thuế. Trong khi đó, tổng tiền thu thuế từ ngành công nghiệp dầu khí tại thềm lục địa Na Uy đóng góp 16%.
Oslo là một trong những thành phố đắt nhất trên thế giới. Tính đến  năm 2006, nó xếp hạng 10 theo khảo sát chi phí sống thế giới cung cấp bởi Mercer Human Resource Consulting và thứ nhất theo Economist Intelligence Unit. Lý do của sự khác biệt này là EIU bỏ qua một số yếu tố nhất định trong việc tính toán chỉ số cuối cùng của nó, nhất là nhà ở. Trong cập nhật năm 2015 của khảo sát chi phí sống thế giới của EIU, Oslo xếp thứ ba về thành phố đắt nhất thế giới. 
Mặc dù Oslo có thị trường bất động sản đắt đỏ nhất Na Uy, nhưng nó rẻ hơn đáng kể so với các thành phố khác trong danh sách về vấn đề này. Trong khi đó, giá cả hàng hoá và dịch vụ vẫn là một trong những nơi cao nhất so với bất kỳ thành phố nào. Oslo là nơi có 2654 công ty lớn nhất Na Uy. Trong bảng xếp hạng các thành phố lớn nhất châu Âu được sắp xếp theo số lượng công ty, Oslo đứng ở vị trí thứ năm. Rất nhiều công ty dầu khí nằm ở Oslo.
Theo một báo cáo được biên soạn bởi ngân hàng Thụy Sĩ UBS vào tháng 8 năm 2006, Oslo và Luân Đôn là những thành phố đắt đỏ nhất thế giới.

## Môi trường
Oslo là một đô thị nhỏ gọn. Có thể dễ dàng di chuyển quanh thành phố bằng phương tiện giao thông công cộng và có thể thuê xe đạp ở khắp thành phố. Năm 2003, Oslo được nhận giải Thành phố Đáng sống của Châu Âu và năm 2007 Reader's Digest xếp Oslo là thành phố xanh, đáng sống thứ hai thế giới.

## Giáo dục

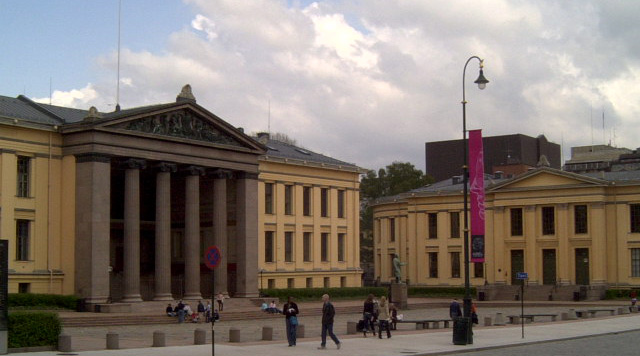
Khoa Luật, Đại học Oslo.

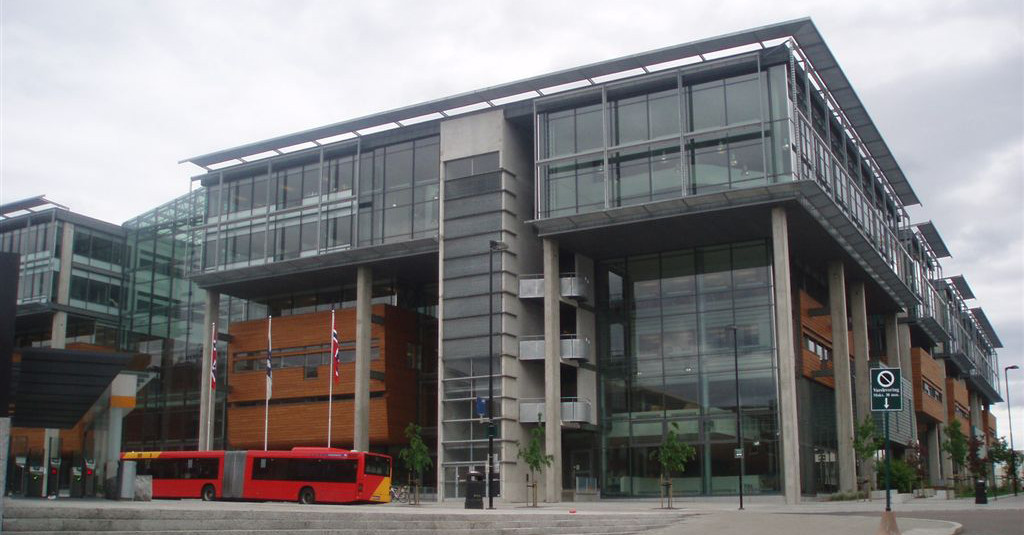
Tòa nhà chính Trường Quản lý Na Uy (BI).

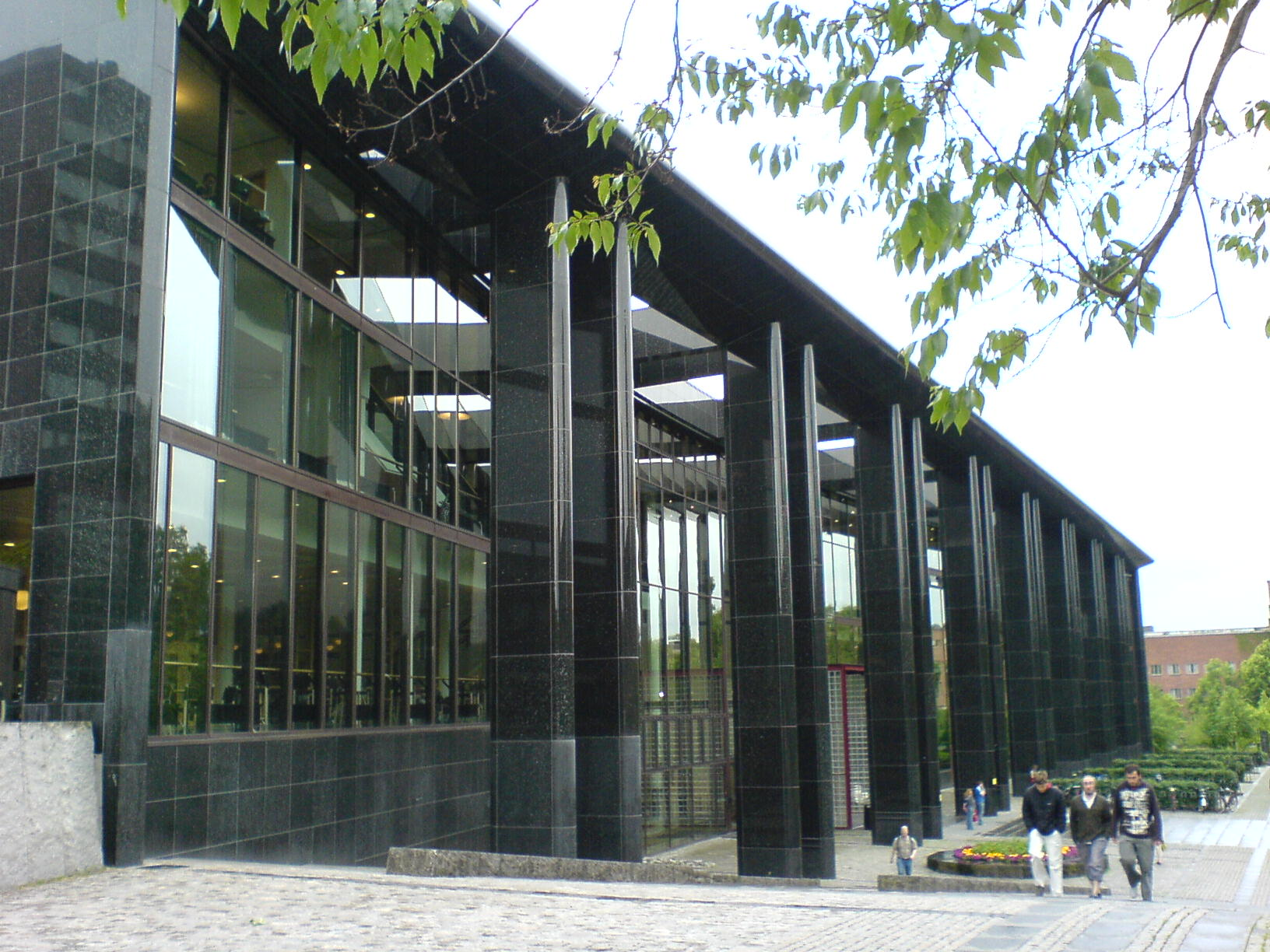
Thư viện Đại học Oslo

### Các học viện và trường đại học
- Đại học Oslo (Universitetet i Oslo)
- Đại học College Khoa học Ứng dụng Oslo và Akershus (Høgskolen i Oslo og Akershus (HiOA)), trước đây là Đại học College Oslo: tập trung vào những chương trình 3-4 năm.
- Trường quản lý Na Uy (Handelshøyskolen BI)
- Trường Công nghệ Thông tin Na Uy (Norges Informasjonsteknologiske Høyskole)
- Trường Kiến trúc và Thiết kế Oslo (Arkitektur- og designhøgskolen i Oslo)
- Đại học Thể thao và Giáo dục thể chất Na Uy (Norges idrettshøgskole)
- Học viện Âm nhạc Na Uy (Norges musikkhøgskole)
- Trường Thần học Lutheran Na Uy (Det teologiske Menighetsfakultet - MF)
- Học viện Nghệ thuật quốc gia Oslo (Kunsthøgskolen i Oslo KHIO)
- Học viện Quân sự Na Uy (Krigsskolen)
- Trường Khoa học Thú y Na Uy (Norges Veterinærhøgskole)  Lưu trữ ngày 5 tháng 1 năm 2014 tại Wayback Machine

Mức độ giáo dục và năng suất lao động ở Na Uy cao. Gần một nửa số người có trình độ học vấn cao ở Nauy sống ở vùng Oslo, khiến nóng đứng trong tốp ba vùng về giáo dục ở châu Âu.
Năm 2008, tổng số lao động trong khu vực đại Oslo (5 hạt) là 1.020.000 người. Vùng đại Oslo có một số học viện bậc cao học và có hơn 73.000 học sinh. Trường Đại học Oslo là học viện lớn nhất về cao học tại Na Uy với tổng cộng 27.400 học sinh và 7.028 nhân viên.

## Văn hóa

### Đồ ăn
Oslo có một số nhà hàng, tiệm bánh và quán cà phê. several restaurants, bakeries, and cafe. Khu ăn uống Mathallen là chợ thực phẩm trong nhà với hơn 30 quầy bao gồm cửa hàng đặc sản, quán cà phê và quán ăn.

### Bảo tàng, phòng tranh

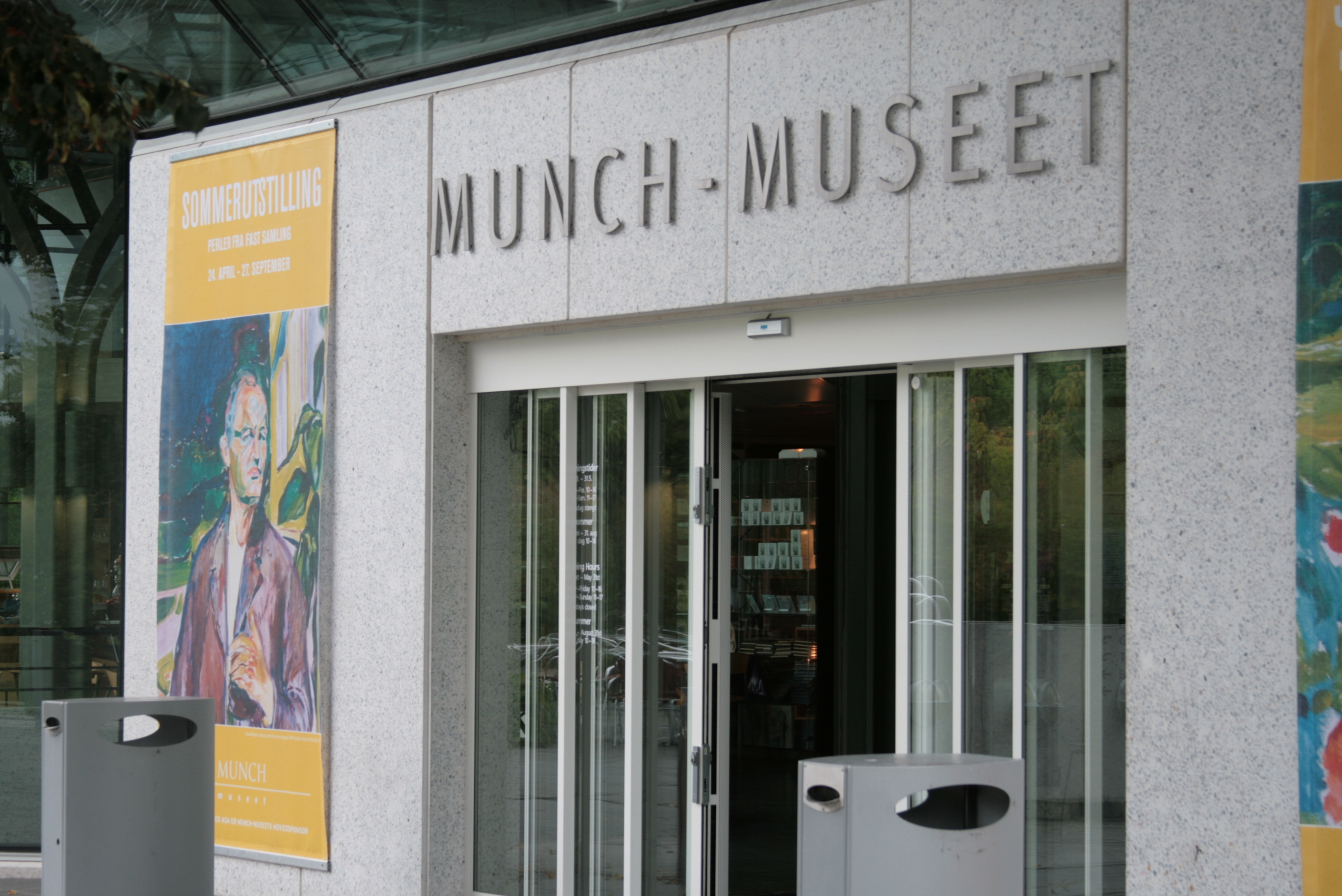
Bảo tàng Munch

Oslo có một số bảo tàng và phòng tranh lớn. Bảo tàng Munch có bức tranh The Scream và các công trình khác của Edvard Munch, người đóng góp tất cả những công trình của ông ấy cho thành phố sau khi ông mất. Hội đồng thành phố hiện đang dự kiến mở một bảo tàng Munch mới mà nhiều khả năng nhất sẽ được xây tại Bjørvika, phía đông nam thành phố. Bảo tàng này sẽ được đặt tên là Munch/Stenersen. Có 50 bảo tàng khác nhau khắp thành phố.
Folkemuseet nằm trên bán đảo Bygdøy và được dùng để trưng bày nghệ thuật dân gian, trang phục dân gian, văn hóa Sami và văn hóa viking. Bảo tàng ngoài trời này sở hữu 155 ngôi nhà cổ chính hiệu từ nhiều vùng của Na Uy, bao gồm nhà thờ Stave.
Bảo tàng Vigeland nằm ở Công viên Frogner rộng lớn, nó cho phép vào cửa miễn phí và chưa 212 bức tượng điêu khắc bởi Gustav Vigeland bao gồm một đài tưởng niệm và Wheel of Life.
Một tác phẩm điêu khắc phổ biến là Sinnataggen, một đứa bé dậm chân một cách giận dữ. Bức tượng này được biết đến một cách rất phổ biến là biểu tượng của thành phố. Cũng có một khu công viên phong cảnh tượng điêu khắc mới hơn, công viên điêu khắc Ekebergparken, với những công trình bởi các nghệ sĩ Na Uy và quốc tế như là Salvador Dalí.

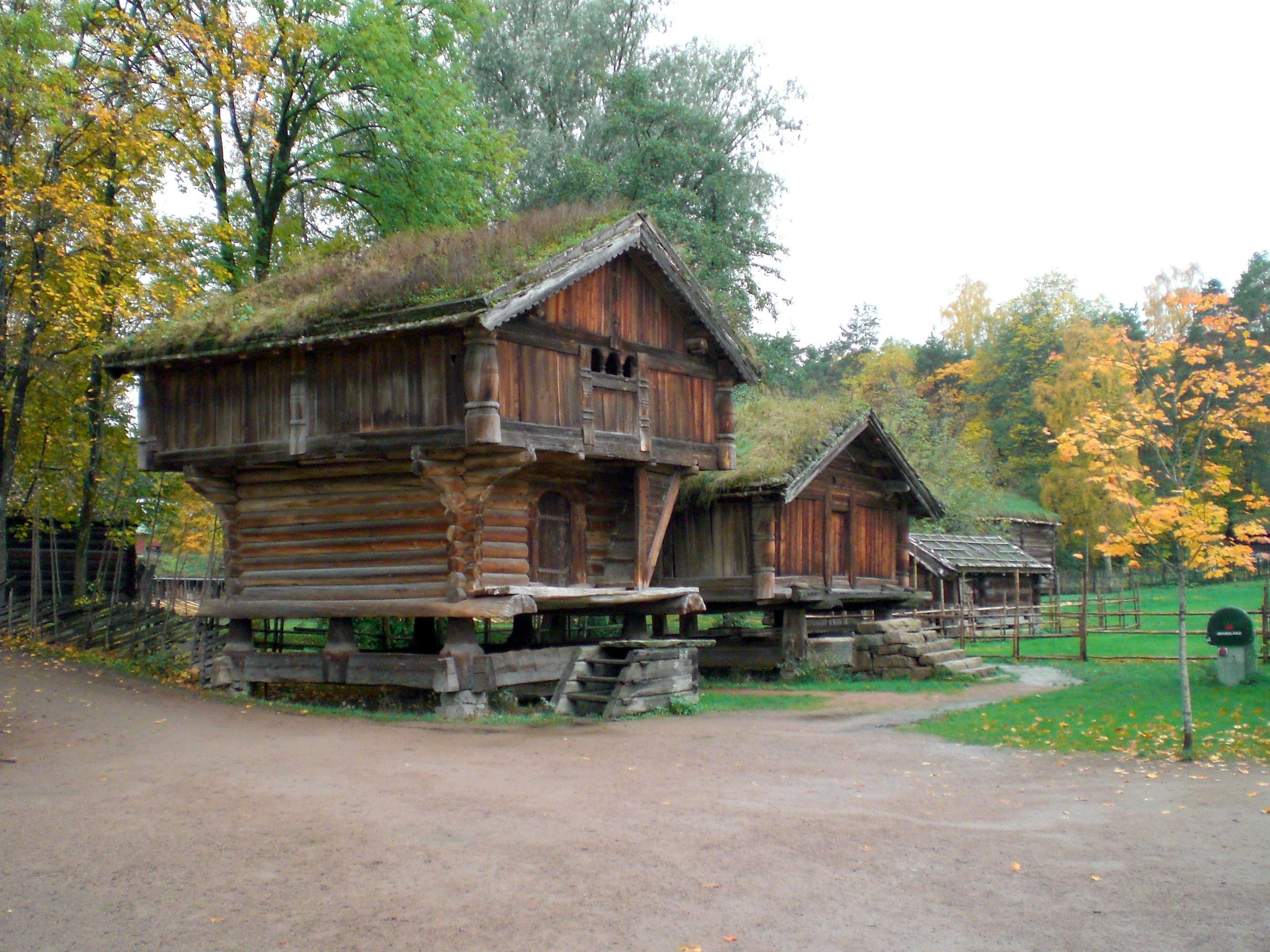
Những ngôi nhà cổ tại Bảo tàng Lịch sử Văn hóa Na Uy

Bảo tàng tàu Viking trưng bày ba tàu Viking được tìm thấy tại Oseberg, Gokstad và Tune và một số vật phẩm độc nhất khác được tìm thấy từ thời Viking.
Bảo tàng thành phố Oslo trưng bày một triển lãm vĩnh viễn về người dân tại Oslo và lịch sử của thành phố.
Bảo tàng Kon-Tiki chứa Kontiki và Ra2 của Thor Heyerdahl.
Bảo tàng quốc gia gìn giữ, trưng bày và quảng bá với quần chúng về một sưu tập nghệ thuật lớn nhất Na Uy. Bảo tàng này trưng bày triển lãm vĩnh viễn về những công trình của chính nó và cũng trưng bày ngắn hạn một số công trình thuê từ một nơi khác. Những trung tâm triển lãm Quốc gia gồm có Phòng tranh Quốc gia, Bảo tàng Nghệ thuật Đương đại, Bảo tàng Quốc gia, Bảo tàng Nghệ thuật Trang trí và Bảo tàng Kiến trúc Quốc gia. Một bảo tàng quốc gia mới sẽ được mở năm 2020 nằm ở Vestbanen phía sau Trung tâm Hòa bình Nobel.
Trung tâm Hòa bình Nobel là một tổ chức độc lập được mở cửa vào ngày 11 tháng 6 năm 2005 bởi Vua Harald V là một phần của lễ kỷ niệm một trăm năm độc lập của Na Uy. Tòa nhà này có một phòng trưng bày vĩnh viễn, được mở rộng mỗi năm khi một người thắng Giải Nobel Hòa bình được thông báo, chứa thông tin về mỗi người đoạt giải trong lịch sử. Tòa nhà này được sử dụng chính làm trung tâm truyền thông.

### Âm nhạc và sự kiện

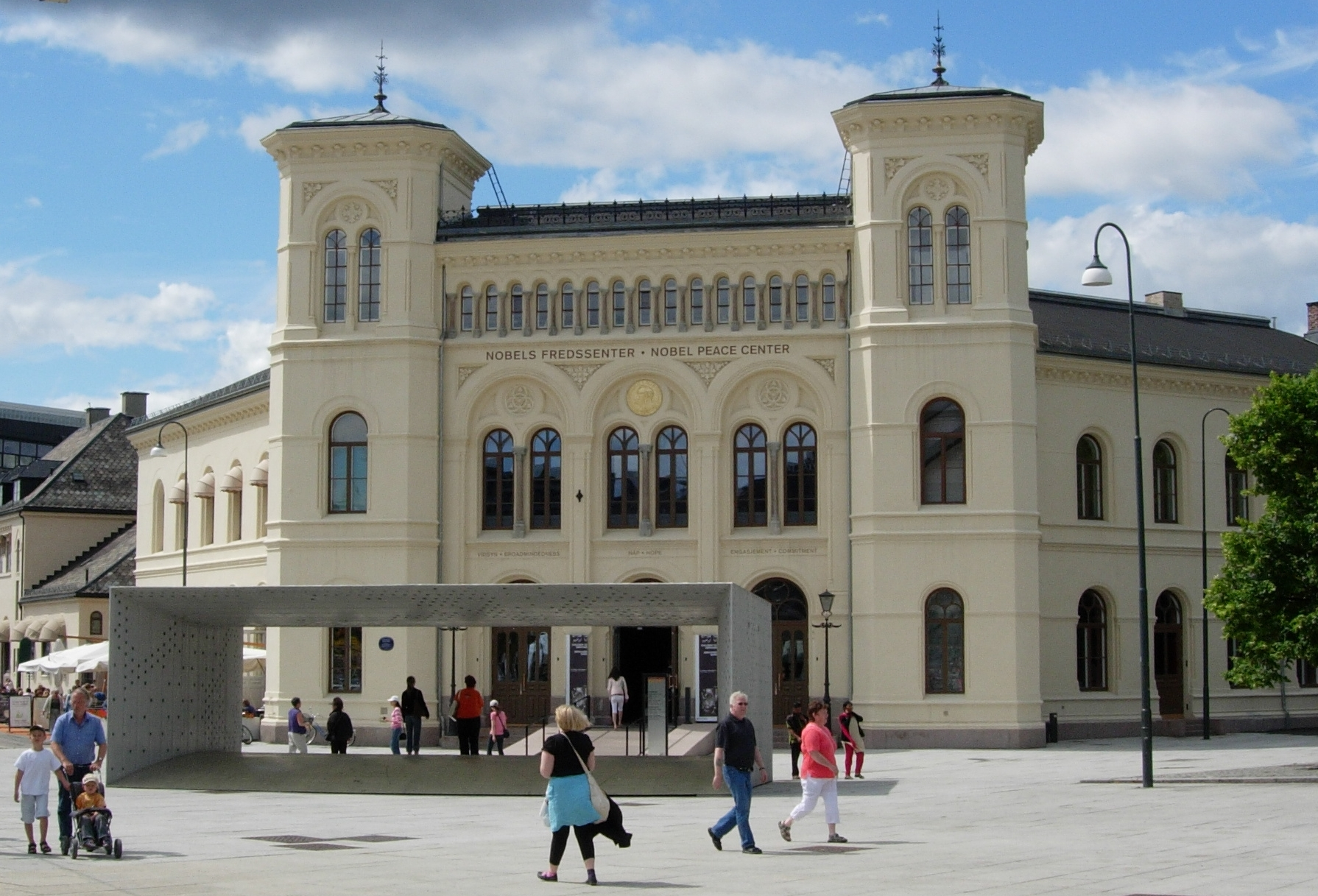
Trung tâm Hòa bình Nobel

Rất nhiều lễ hội được tổ chức tại Oslo, như là lễ hội Jazz Oslo, một lễ hội nhạc jazz kéo dài 6 ngày được tổ chức hàng năm vào tháng 8 trong vòng 25 năm qua. Lễ hội rock lớn nhất Oslo là Øyafestivalen hay viết đơn giản là "Øya". Nó thu hút khoảng 60.000 người đến Công viên Trung cổ phía đông Oslo và kéo dài trong bốn ngày.
Lễ hội Nhạc nhà thờ Quốc tế Oslo đã được tổ chức hàng năm từ năm 2000. Lễ hội Nhạc Quốc tế Oslo giới thiệu những người là ngôi sao trong quốc gia của họ nhưng là người lạ ở Na Uy. Lễ hội nhạc thính phòng Oslo được tổ chức vào tháng 8 mỗi năm và những nghệ sĩ thế giới tập trung tại Oslo để biểu diễn tại lễ hội này. Lễ hội Nhạc rock Gỗ Na Uy được tổ chức hàng năm vào tháng 6 tại Oslo.
Lễ kỷ niệm giải Nobel Hòa bình được tổ chức bởi Viện Nobel Na Uy; lễ trao giải được tổ chức hàng năm tại tòa thị chính vào ngày 10 tháng 12. Mặc dù vùng đất của người Sami rất xa thủ đô, Bảo tàng Lịch sử Văn hóa Na Uy kỷ niệm Ngày Quốc khánh Sami với một chuỗi các hoạt động và chương trình giải trí.

### Nghệ thuật trình diễn

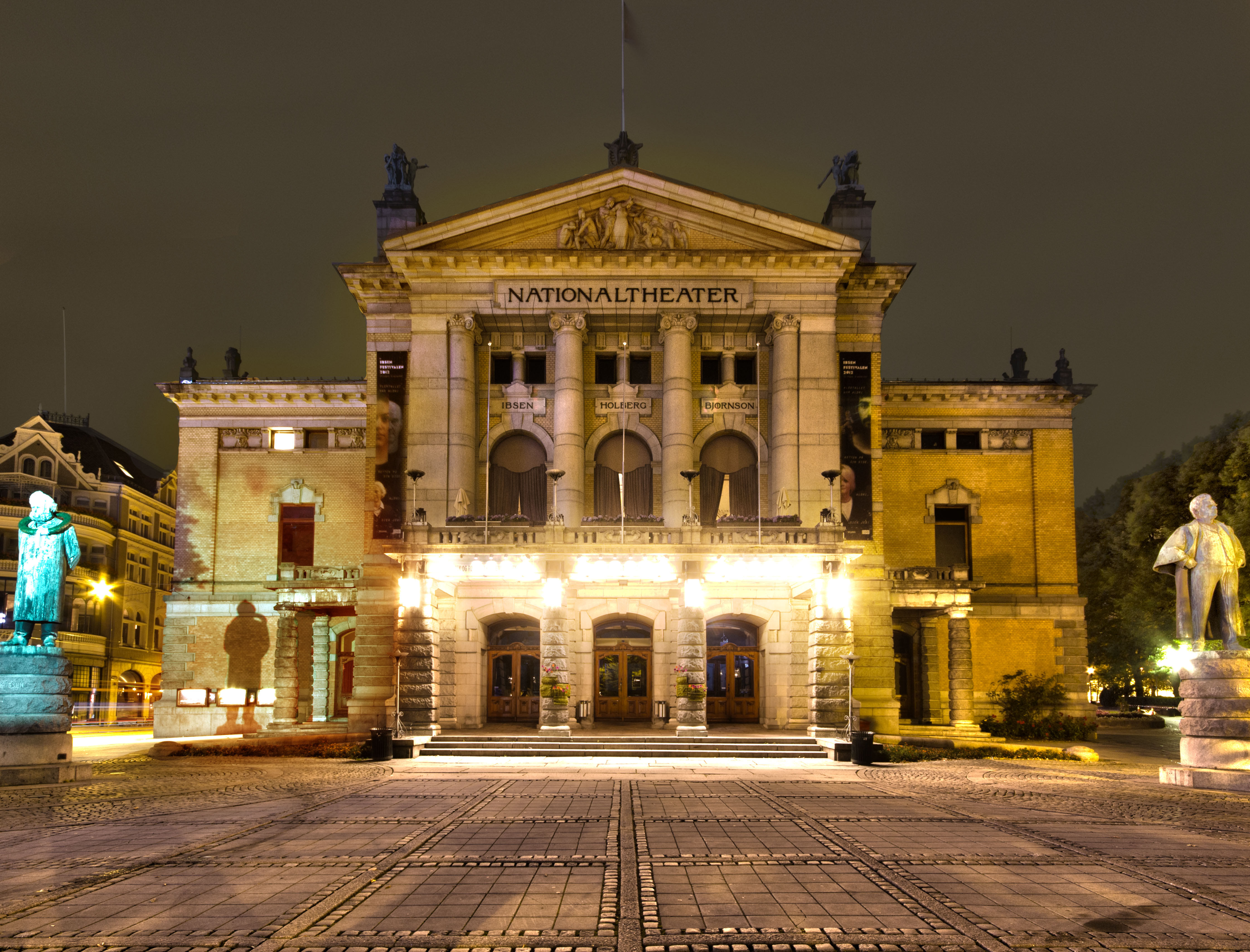
Nhà hát Quốc gia là nhà hát lớn nhất Na Uy

Oslo có hơn 20 nhà hát, ví dụ như Nhà hát Na Uy và Nhà hát Quốc gia ở đường Karl Johan. Nhà hát Quốc gia là nhà hát lớn nhất tại Na Uy, nó nằm giữa cung điện hoàng gia và nhà quốc hội Stortinget.
Tên của Ludvig Holberg, Henrik Ibsen và Bjørnstjerne Bjørnson được khắp ở mặt tiền tòa nhà ở lối vào chính. 
Nhà hát này là nơi biểu diễn của những diễn viên và người viết kịch còn nhạc sĩ, ca sĩ và vũ công biểu diễn lại Nhà hát opera Oslo mới xây, nằm ở Bjørvika. Nhà hát Opera được mở cửa năm 2008 và trở thành một danh thắng quốc gia, được thiết kế bởi công ty kiến trúc Na Uy Snøhetta. Nó có hai tòa nhà, tổng cộng có hơn 2000 chỗ ngồi. Chi phí xây dựng là 500 triệu euro, họ xây nó trong hơn 5 năm và nó là Nhà hát opera đầu tiên trên thế giới cho phép mọi người đi lại trên mái tòa nhà. Phòng tiền sảnh và mái nhà cũng được sử dụng cho các buổi hòa nhạc cũng như ba sân khấu.

### Văn học
Hầu hết những tác giải lớn của Na Uy đều đã sống ở Oslo một khoảng thời gian trong cuộc đời họ. Ví dụ, tác giải đoạt giải Nobel-Sigrid Undset lớn lên tại Oslo, và miêu tả cuộc sống của cô ấy trong tiểu thuyết tự truyện Elleve år (1934; dịch là Những năm dài nhất; New York 1971).
Nhà viết kịch Henrik Ibsen có lẽ là tác giả người Na Uy nổi tiếng nhất. Ibsen đã viết những vở dịch như Hedda Gabler, Peer Gynt, A Doll's House và Người đàn bà từ biển cả. Dự án trích dẫn Ibsen được hoàn thành năm 2008 là một công trình nghệ thuật bao gồm 69 trích dẫn của Ibsen bằng chữ in bằng thép không rỉ được đặt vào các vỉa hè lát đá granit ở đường phố trung tâm của thành phố.
Trong những năm gần đây, các tiểu thuyết gia như Lars Saabye Christensen, Tove Nilsen, Jo Nesbø và Roy Jacobsen đã mô tả thành phố và người dân trong tiểu thuyết của họ. Văn học đầu thế kỷ 20 từ Oslo gồm có các nhà thơ Rudolf Nilsen và André Bjerke.

### Truyền thông
Những tờ báo Aftenposten, Dagbladet, Verdens Gang, Dagens Næringsliv, Finansavisen, Dagsavisen, Morgenbladet, Vårt Land, Nationen và Klassekampen đều được xuất bản tại Oslo. Văn phòng chính của công ty phát sóng truyền hình quốc gia NRK được đặt ở Marienlyst tại Oslo, gần Majorstuen, và NRK có các dịch vụ vùng thông qua phát thanh và truyền hình. TVNorge (TVNorway) cũng nằm ở Oslo, trong khi TV 2 (có trụ sở tại Bergen) và TV3 (có trụ sở tại London) vận hành những văn phòng chi nhánh tại trung tâm Oslo. Ngoài ra còn có nhiều ấn phẩm đặc biệt và các công ty truyền thông nhỏ hơn. Một số tạp chí cũng được sản xuất ở Oslo. Hai công ty lớn nhất là Aller Media và Hjemmet Mortensen AB.

### Thể thao

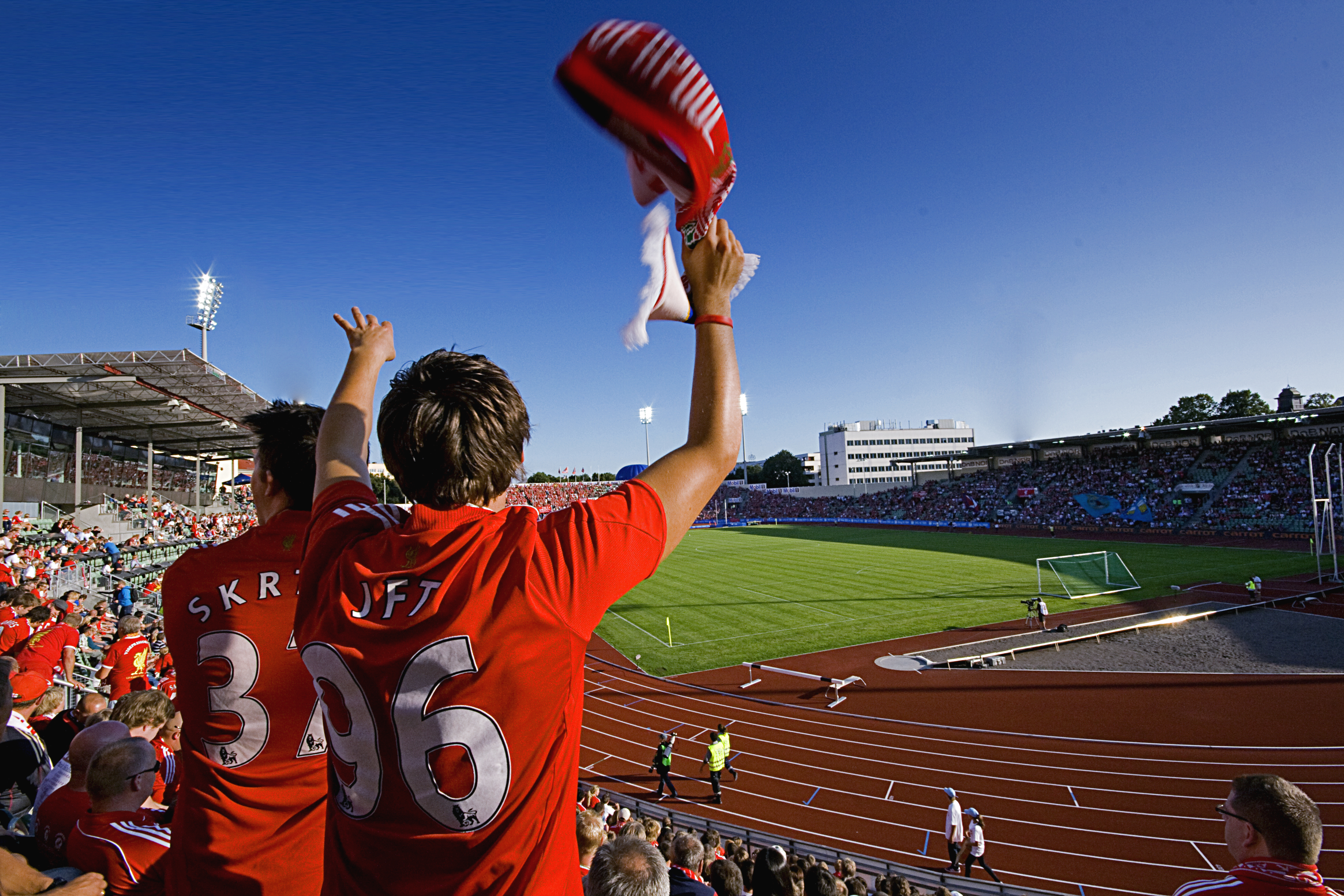
Sân vận động Bislett trong trận đấu giao hữu giữa Lyn Oslo và Liverpool F.C.

Oslo là nơi có Đấu trường Quốc gia Holmenkollen và Holmenkollbakken, địa điểm tổ chức hai môn phối hợp và trượt tuyết Bắc Âu chính của Na Uy. Nó là nơi tổ chức các giải đấu tranh cúp quốc tế, bao gồm Lễ hội trượt tuyết Holmenkollen. Oslo là chủ nhà tổ chức Giải vô địch Hai môn phối hợp Thế giới năm 1986, 1990, 2000, 2002 và 2016. Giải vô địch Trượt tuyết Bắc Âu Thế giới FIS đã được tổ chức tại đâu vào năm 1930, 1966, 1982 và 2011, cũng như Thế vận hội Mùa đông 1952.
Oslo là quê hương của một số câu lạc bộ bóng đá trong Hệ thống giải đấu bóng đá Na Uy. Vålerenga, Lyn và Skeid đã thắng cả giải và cúp, trong khi Mercantile và Frigg đã giành được cúp.
Ullevål Stadion là sân nhà của Đội tuyển bóng đá quốc gia Na Uy và chung kết cúp bóng đá Na Uy. Sân vận động này trước đây đã tổ chức chung kết Giải vô địch bóng đá nữ châu Âu năm 1987 và 1997, và Giải vô địch bóng đá UEFA U-19 châu Âu 2002. Røa IL là đội duy nhất của Oslo trong giải Toppserien của nữ. Hàng năm, giải đấu bóng đá trẻ quốc tế Cúp Na Uy được tổ chức tại Ekebergsletta và các địa điểm khác trong thành phố.
Do khí hậu lạnh và gần các khu rừng chính giáp với thành phố, trượt tuyết là hoạt động giải trí phổ biến ở Oslo. Khu nghỉ mát trượt tuyết Tryvann là khu nghỉ mát trượt tuyết được sử dụng nhiều nhất Na Uy. Đội khúc côn cầu trên băng thành công nhất tại Na Uy, Vålerenga Ishockey, có trụ sở tại Oslo. Manglerud Star là một đội Oslo khác chơi trong giải đấu cấp cao.

## Tội phạm
Theo Cảnh sát Oslo, họ nhận được hơn 15.000 báo cáo các vụ trộm cắp vặt mỗi năm. Ít hơn một phần một trăm vụ được giải quyết.
Vào ngày 22 tháng 7 năm 2011, Oslo là nơi xảy ra hai vụ tấn công khủng bố: vụ đánh bom các văn phòng chính phủ Oslo.

## Vận tải
| Sân bay xung quanh Oslo | Sân bay                   | IATA/ICAO | Hành khách (2013) |
| ----------------------- | ------------------------- | --------- | ----------------- |
|                         | Gardermoen                | OSL/ENGM  | 22.956.540        |
|                         | Torp                      | TRF/ENTO  | 1.856.897         |
|                         | Rygge (đóng cửa năm 2016) | RYG/ENRY  | 1.849.294         |

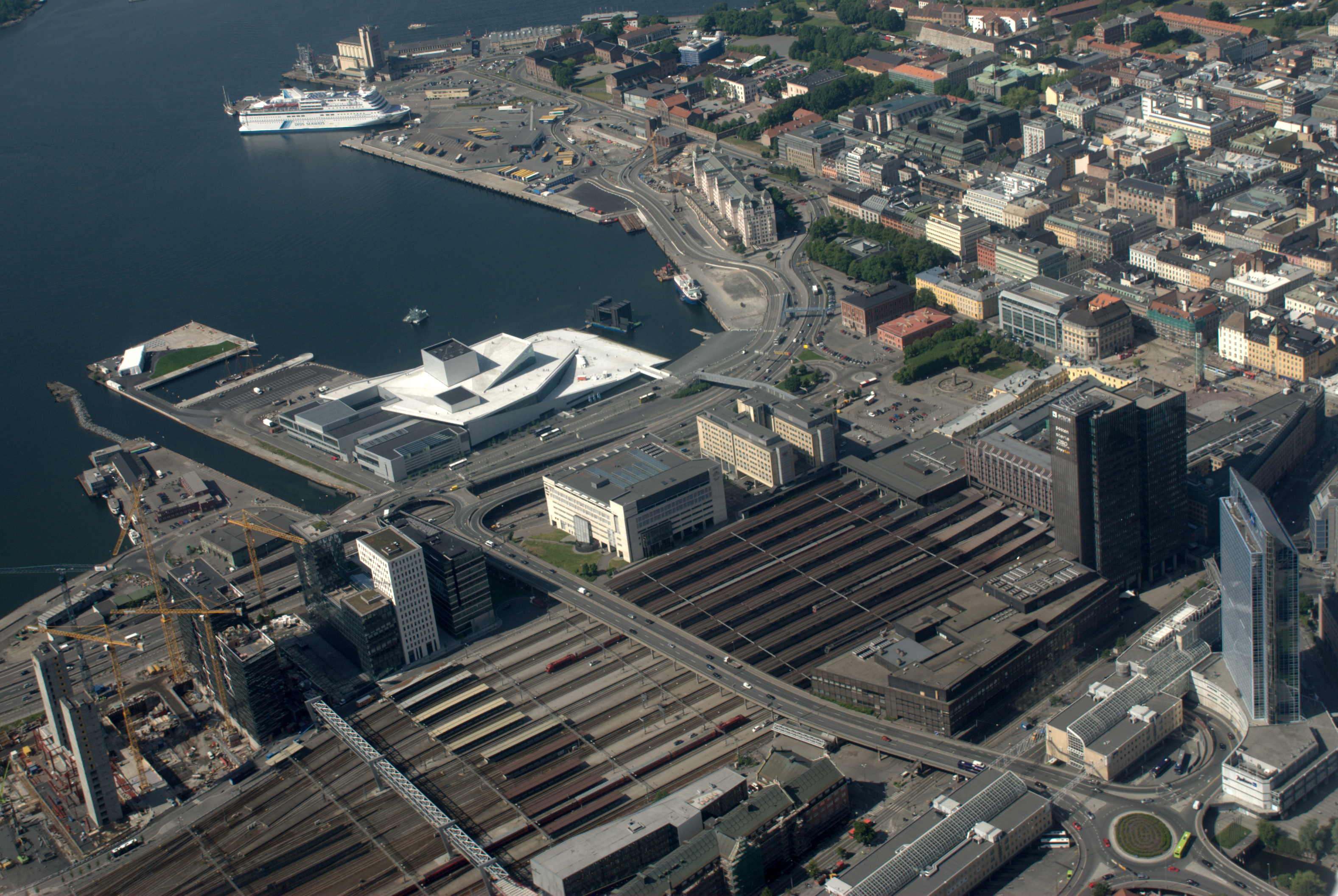
Ga Trung tâm Oslo

Oslo có hệ thống vận tải công cộng lớn nhất Na Uy, được quản lý bởi Ruter. Nó bao gồm 6 đường Metro Oslo, hệ thống metro lớn nhất thế giới theo đầu người, và 6 đường tàu điện Oslo và 8 đường Tàu hỏa vé tháng Oslo. Đường tàu điện vận hành ở khu vực gần trung tâm thành phố, còn metro đi ngầm dưới đất vận hành tới những vùng ngoại ô xa hơn; nó bao gồm hai đường tới Bærum, và Đường Vành đai đi vòng tới phía bắc của trung tâm. Oslo cũng có hệ thống xe buýt gồm 32 tuyến nội đô, cũng như những tuyến xe buýt vùng đi đến hạt lân cận Akershus.
Ga Trung tâm Oslo là trung tâm vận hành, và cung cấp dịch vụ đường sắt đến hầu hết các thành phố lớn tại nam Na Uy cũng như Stockholm và Gothenburg tại Thụy Điển. Tàu cao tốc sân bay vận hành dọc theo đường tàu Gardermoen. Đường tàu Drammen chạy ngầm dưới trung tâm thành phố trong Đường hầm Oslo. Một số đảo của thành phố và của khu tự quản Nesodden bên cạnh được kết nối bằng phà. Dịch vụ phà du lịch hàng ngày vận hành tới Copenhagen và Frederikshavn tại Đan Mạch, và tới Kiel tại Đức.
Nhiều xa lộ chạy qua trung tâm và các phần khác của thành phố trong các đường hầm. Việc xây dựng đường được hỗ trợ một phần bằng cách thu phí. Các xa lộ lớn qua Oslo là đường Châu Âu E6 và E18. Có ba đường vành đai, vòng trong cùng là đường bình thường và vòng ngoài cùng - Vành đai 3 là đường cao tốc.
Sân bay chính của thành phố là sân bay Gardermoen, nằm ở Ullensaker, 47 kilômét (29 mi) từ trung tâm tành phố Oslo. Nó có chức năng là cửa ngõ quốc tế chính tới Na Uy, và là sân bay nội địa lớn thứ 6 châu Âu. Gardermoen là trụ sở của Scandinavian Airlines, Norwegian Air Shuttle và Widerøe. Oslo cũng có một sân bay phụ, để một số hãng hàng không giá rẻ vận hành tại đây, như là Ryanair: Sân bay Torp, 110 kilômét (68 mi) từ thành phố.

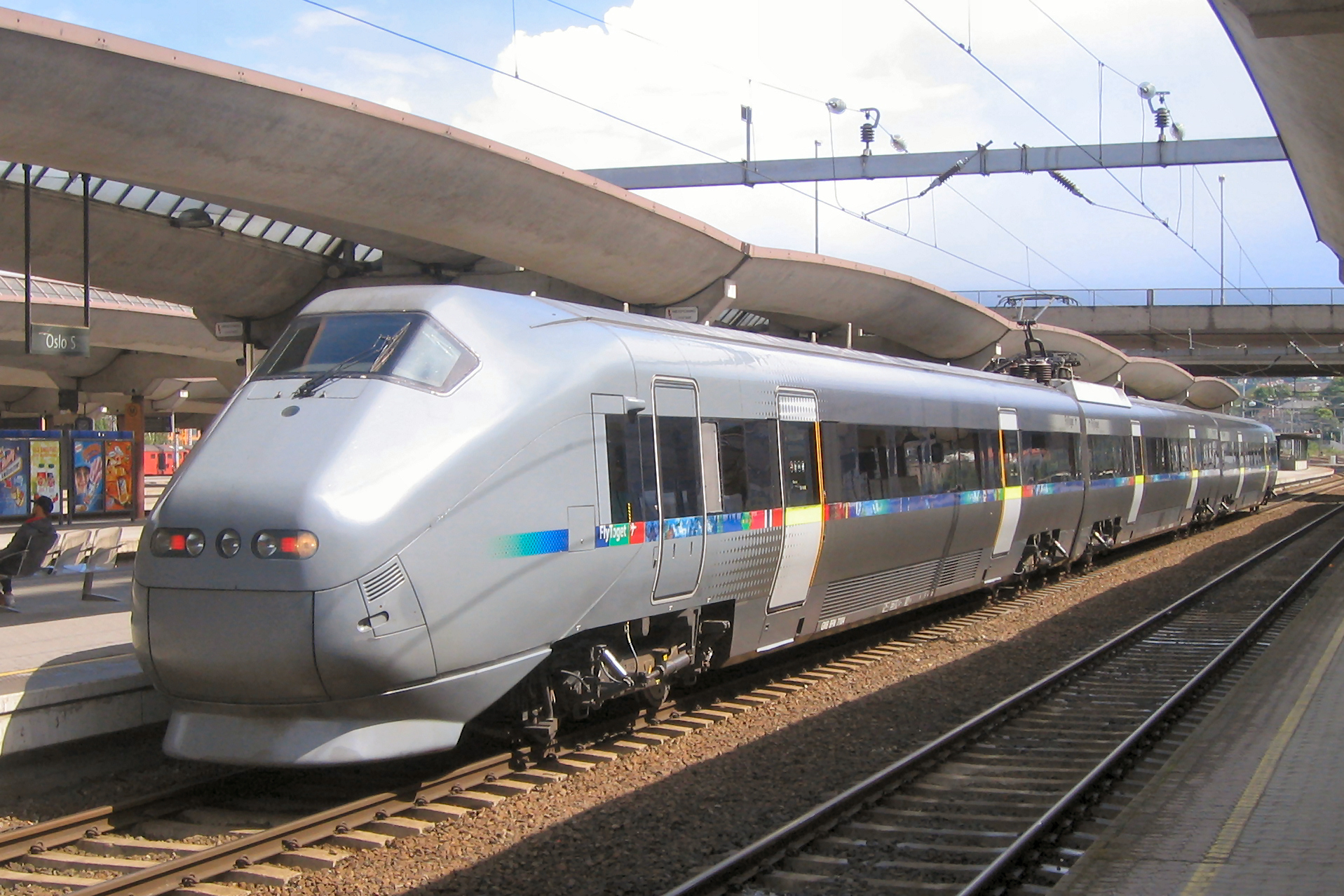
Tàu Cao tốc Sân bay; đường sắt cao tốc kết nối thành phố với trung tâm chính của nó, sân bay Oslo-Gardermoen
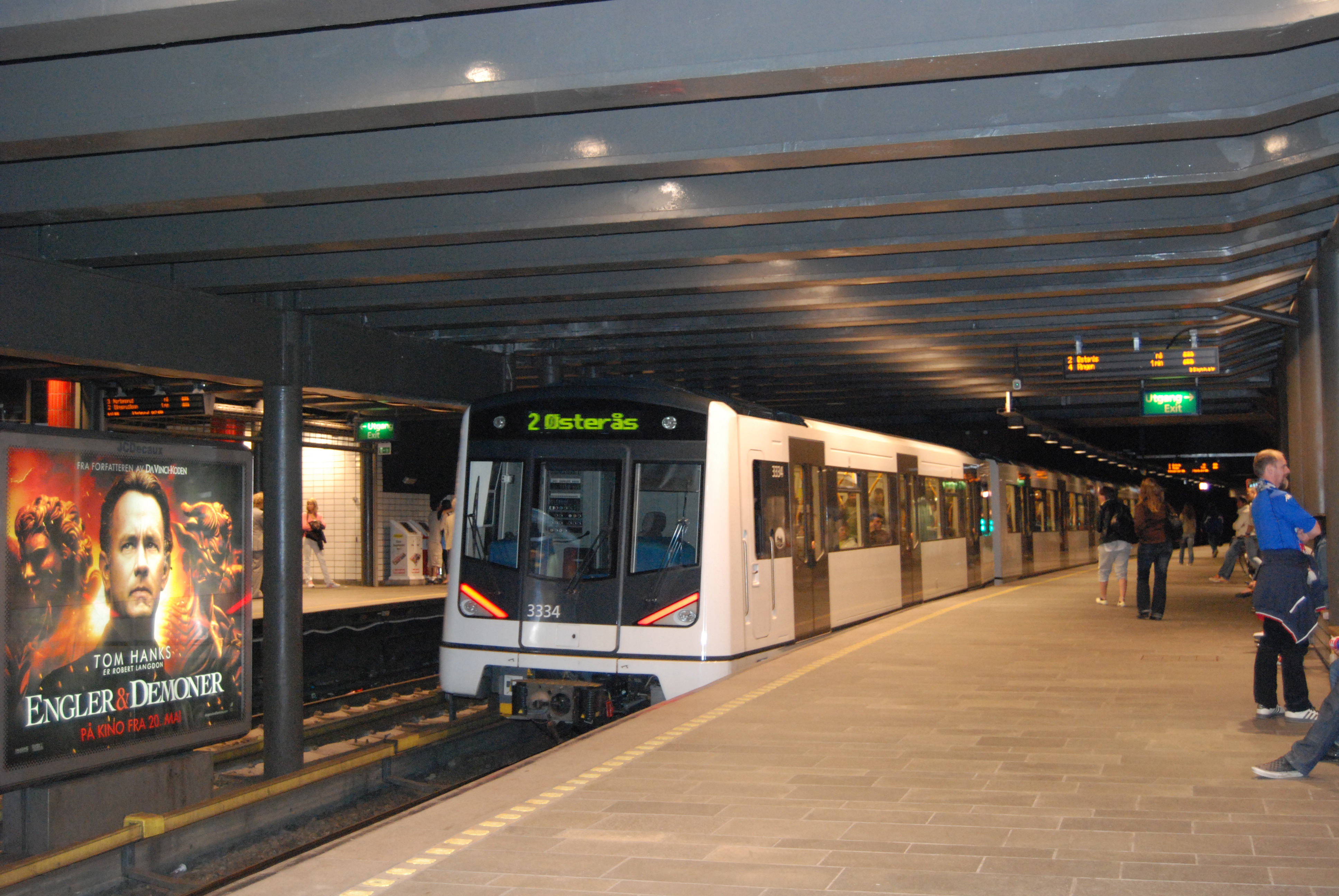
Tàu metro rời bến. Ga nationaltheatret
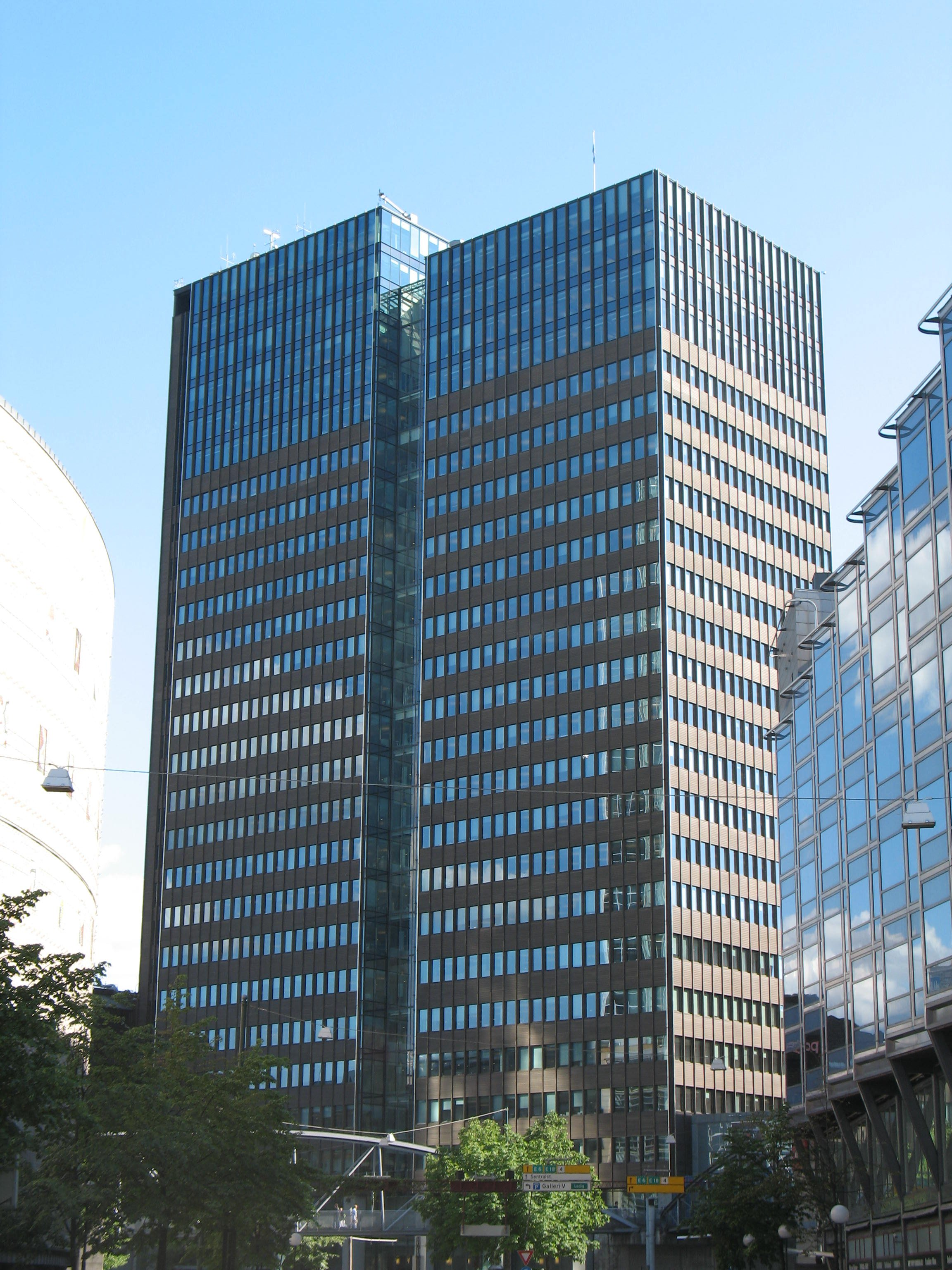
Postgirobygget tại ga trung tâm Oslo
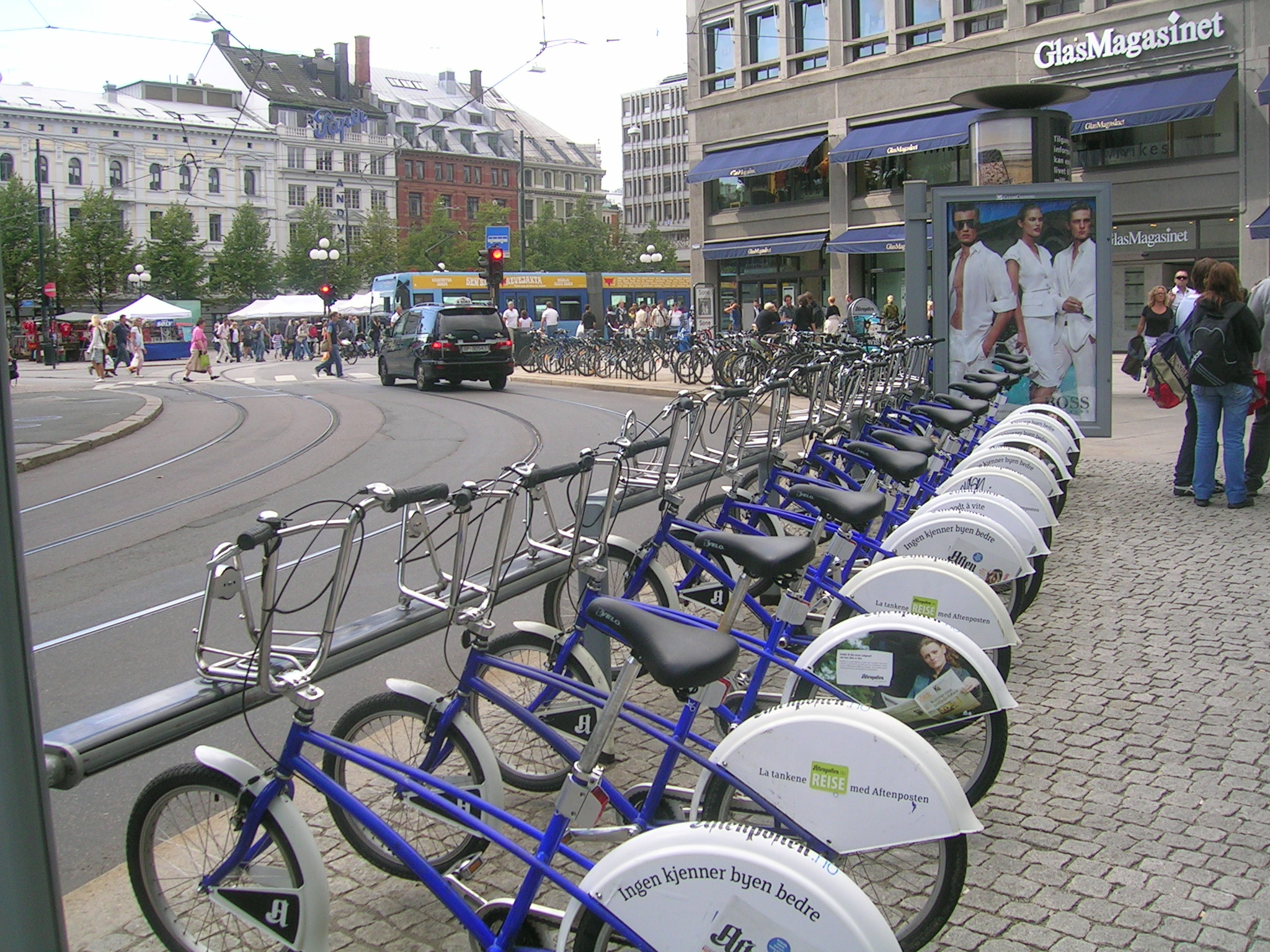
Nơi thuê xe đạp tại trung tâm thành phố
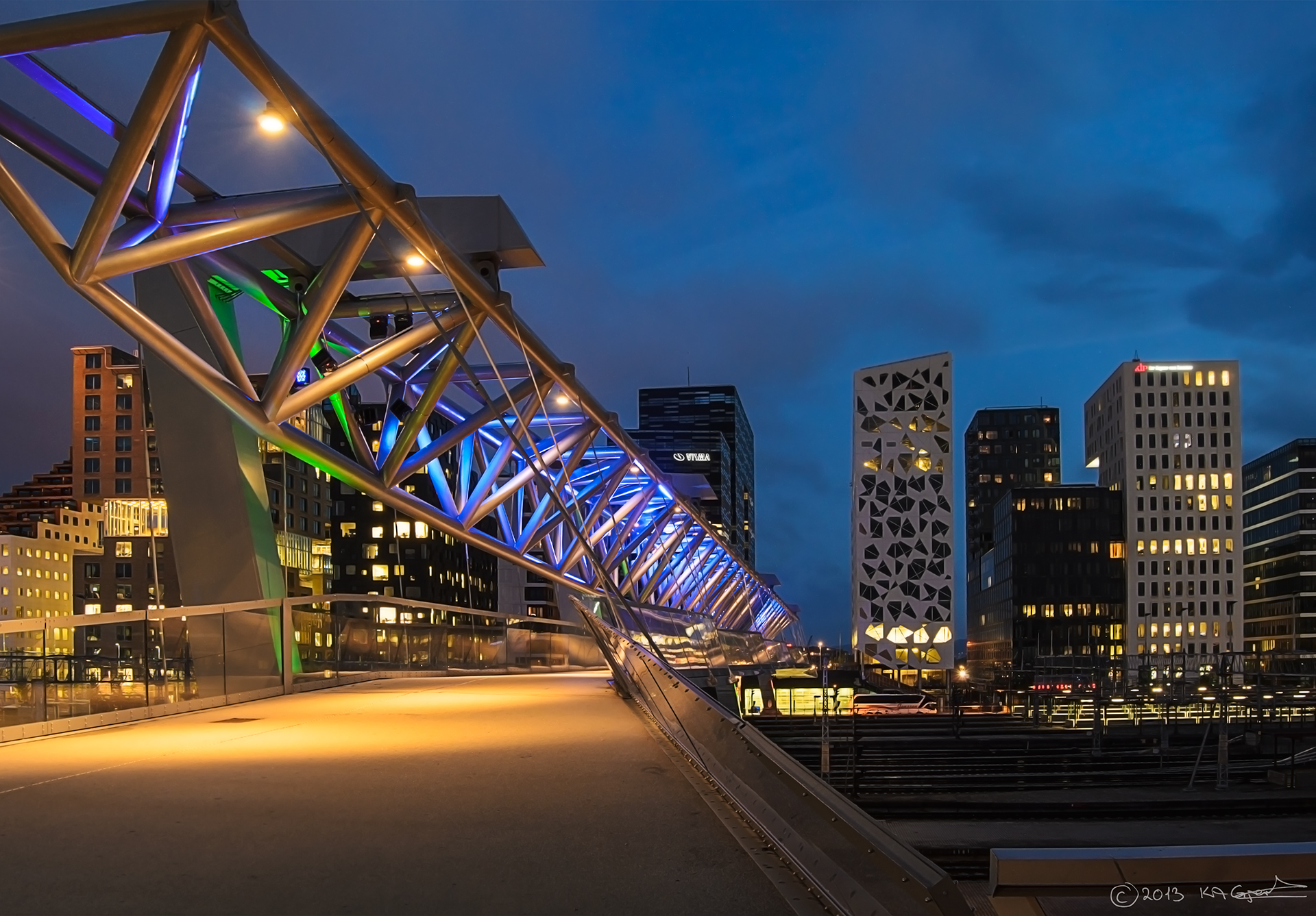
Cầu "Akrobaten" bắc qua ga Trung tâm Oslo
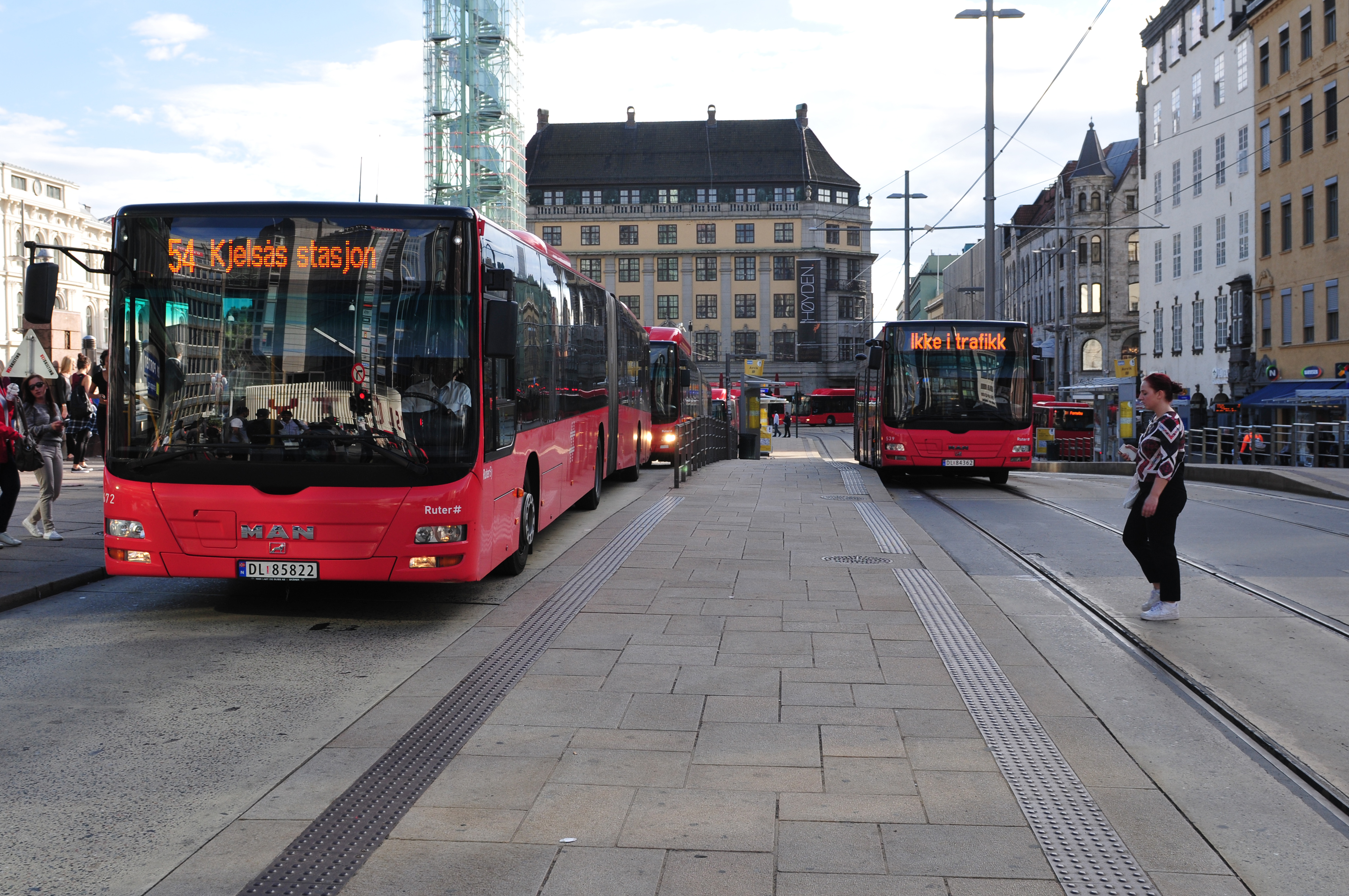
Xe buýt tại Jernbanetorget

## Nhân khẩu học

Dân số Oslo từ 1801 đến 2006, với thông tin hàng năm từ 1950 đến 2006.

Dân số của Oslo cho tới năm 2010 tăng với tỷ lệ 2% mỗi năm (17% trong vòng 15 năm qua), nên nó là thủ đô Scandinavia tăng dân số nhanh nhất. Năm 2015, theo báo cáo hàng năm của Cục thống kê Na Uy, có 647.676 cư dân thường trú tại khu tự quản Oslo, trong đó 628.719 người định cư tại trung tâm thành phố. Có 942.084 người sở vùng đô thị của thành phố và ước tính 1,71 triệu người ở vùng Đại Oslo, trong vòng 100 km (62 mi) từ trung tâm thành phố.
Theo cuộc thống kê dân số gần đây nhất có 432.000 cư dân Oslo (70,4% tổng dân số) là người sắc tộc Na Uy, tăng 6% từ năm 2002 (409.000). Oslo có số người nhập cư và con cái của người nhập cư đông nhất Na Uy, cả số liệu tương đối và dữ liệu thật. Trong số 624.000 cư dân của Oslo, 189.400 người là người nhập cư hoặc con cái họ, chiếm 30,4 phần trăm tổng dân số thủ đô. Tất cả các vùng ngoại ô đều có tỷ lệ lớn hơn trung bình quốc gia 14,1 phần trăm. Vùng ngoại ô với số lượng người nhập cư đông nhất là Søndre Nordstrand, Stovner og Alna, nơi họ chiếm 50% dân số.
Người Pakistan là dân tộc thiểu số lớn nhất tại Na Uy, theo sau bởi người Thụy Sĩ, người Somalia, và người Ba Lan. Các nhóm người nhập cư lớn khác là người Sri Lanka, Việt Nam, Thổ Nhĩ Kỳ, Maroc, Iraq và Iran.
Năm 2013, 40% học sinh tiểu học của Oslo được đăng ký có tiếng mẹ đẻ không phải là tiếng Na Uy hoặc Sami. 
Phần phía tây của thành phố phần lớn là người Na Uy, với một số trường có ít hơn 5% số học sinh có nguồn gốc nhập cư. Phần phía đông của Oslo hỗn hợp hơn, với một số trường học có tới 97% người nhập cư. Các trường học cũng ngày càng phân chia theo sắc tộc, với cuộc di cư Da Trắng xuất hiện tại một số vùng ngoại ô phía đông bắc của thành phố. Ví dụ ở quận Groruddalen năm 2008, dân số sắc tộc na Uy giảm đi 1.500 người, trong khi dân số nhập cư tăng 1.600 người.
| Tôn giáo tại Oslo (2016)   | Tôn giáo tại Oslo (2016)   | Tôn giáo tại Oslo (2016) | Tôn giáo tại Oslo (2016) | Tôn giáo tại Oslo (2016) |
| -------------------------- | -------------------------- | ------------------------ | ------------------------ | ------------------------ |
| tôn giáo                   | tôn giáo                   |                          | phần trăm                | phần trăm                |
| Giáo hội Na Uy             | Giáo hội Na Uy             |                          | 51,6%                    | 51,6%                    |
| Các loại công giáo khác    | Các loại công giáo khác    |                          | 8,8%                     | 8,8%                     |
| Hồi giáo                   | Hồi giáo                   |                          | 9,1%                     | 9,1%                     |
| Phật giáo                  | Phật giáo                  |                          | 0,6%                     | 0,6%                     |
| Các tôn giáo khác          | Các tôn giáo khác          |                          | 0,9%                     | 0,9%                     |
| Các cộng đồng về cuộc sống | Các cộng đồng về cuộc sống |                          | 2,8%                     | 2,8%                     |
| Không tham gia             | Không tham gia             |                          | 26,2%                    | 26,2%                    |

Oslo có nhiều cộng đồng tôn giáo. Năm 2016, 51,6% dân số là thành viên của Giáo hội Na Uy, ít hơn so với trung bình của quốc gia là 71,5%. Các giáo phái Kitô giáo khác chiếm 8,8% dân số. Theo sau là đạo Hồi với 9,1% và Phật giáo là 0,6% dân số. Các tôn giáo khác chiếm 0,9% dân số. Các cộng đồng về cuộc sống, chủ yếu là Hiệp hội Nhân văn Na Uy, được thể hiện bởi 2,8% dân số. 26,2% dân số Oslo không liên quan đến bất cứ tôn giáo hoặc cộng đồng về cuộc sống nào.

## Cư dân nổi bật
- Morten Harket (b. 1959), ca sĩ, nhạc sĩ và trưởng nhóm a-ha.
- Sigrid Undset (1882–1949), nhà văn, được giải Nobel Văn học năm 1928
- Jens Stoltenberg (s. 1959), Nguyên thủ tướng Na Uy, Tổng thư ký Tổ chức Hiệp ước Bắc Đại Tây Dương
- Fabian Stang (s. 1955), luật sư, thị trưởng Oslo 2007–2015
- Kjetil André Aamodt (b. 1971), người trượt tuyết núi cao
- Vilhelm Bjerknes (1862–1951), nhà khí tượng học
- Espen Bredesen (s. 1968), ski jumper, Olympic champion
- Gro Harlem Brundtland (s. 1939), nguyên thủ tướng và lãnh đạo của WHO 1998–2003
- Lars Saabye Christensen (s. 1953), nhà văn
- Sandra Drouker (1875–1944), người chơi piano và nhà mô phạm
- Thorbjørn Egner (1912–1990), nhà soạn kịch, nhà soạn nhạc và họa sĩ minh họa
- John Fredriksen (s. 1944)
- Ragnar Frisch (1895–1973), nhà kinh tế học, người đoạt giải Nobel (1969)
- Johan Galtung (s. 1930), nhà xã hội học, người sáng lập peace and conflict studies
- Torleif S. Knaphus (1881–1965), người điêu khắc ở Mỹ
- Christian Krohg (1852–1925), họa sĩ
- Hans Gude[106] (1825–1903), họa sĩ tránh phong cảnh
- Tine Thing Helseth (s. 1987), người thổi trompet
- Sonja Henie (1912–1969), nữ diễn viên
- Eva Joly (s. 1943), thẩm phán
- Henrik Ibsen (1828–1906), nhà viết kịch và nhà thơ
- Erling Kagge (s. 1963), người thám hiểm Bắc cực
- Espen Knutsen (s. 1972), cựu cầu thủ chơi khúc côn cầu chuyên nghiệp
- Edvard Munch (1863–1944), họa sĩ
- Fridtjof Nansen (1861–1930), nhà thám hiểm vùng cực, nhà khoa học, nhà ngoại giao, đoạt giải Nobel
- Jo Nesbø (b. 1960), nhà văn và nhạc sĩ
- Lars Onsager (1903–1976), nhà hóa học vật lý, đoạt giải Nobel
- Børge Ousland (s. 1962), người thám hiểm vùng cực, nhà văn
- Grete Waitz (1953–2011), người chạy marathon
- Knut Johannesen (s. 1933), người trượt ván nhanh
- Paul Waaktaar-Savoy (s. 1961), người chơi guitar, nhạc sĩ của A-ha và Savoy
- Magne Furuholmen (s. 1962), người chơi organ, nhạc sĩ của A-ha và Apparatjik
- Trygve Lie (1896–1968), Tổng thư ký đầu tiên của Liên hợp quốc

- Nico & Vinz (2009–nay), ca sĩ
- Mats Zuccarello (s. 1987), cầu thủ khúc côn cầu chuyên nghiệp
- Joshua King (s. 1992), cầu thủ bóng đá chuyên nghiệp

## Quan hệ quốc tế

### Thành phố kết nghĩa
Oslo có thỏa thuận hợp tác với các thành phố/khu vực sau:
| - Gothenburg, Thụy Điển - Mbombela, Nam Phi - Saint Petersburg, Nga - Schleswig-Holstein, Đức | - Thượng Hải, Trung Quốc - Vilnius, Litva - Warsaw, Ba Lan |

Oslo từng kết nghĩa với Madison, Wisconsin, Tel Aviv và Vilnius, nhưng đã bỏ kết nghĩa.

### Cây thông Giáng sinh làm quà tặng
Oslo có truyền thống gửi một Cây Giáng sinh mỗi năm tới các thành phố Washington, D.C.; New York; Luân Đôn; Edinburgh; Rotterdam; Antwerp và Reykjavík. Từ năm 1947, Oslo đã gửi một cây vân sam Na Uy cao 65 đến 80 foot (20 đến 24 mét), 50 đến 100-tuổi, để bài tỏ lòng biết ơn đến Anh Quốc vì đã hỗ trợ Na Uy trong Chiến tranh thế giới thứ hai.

## Hình ảnh

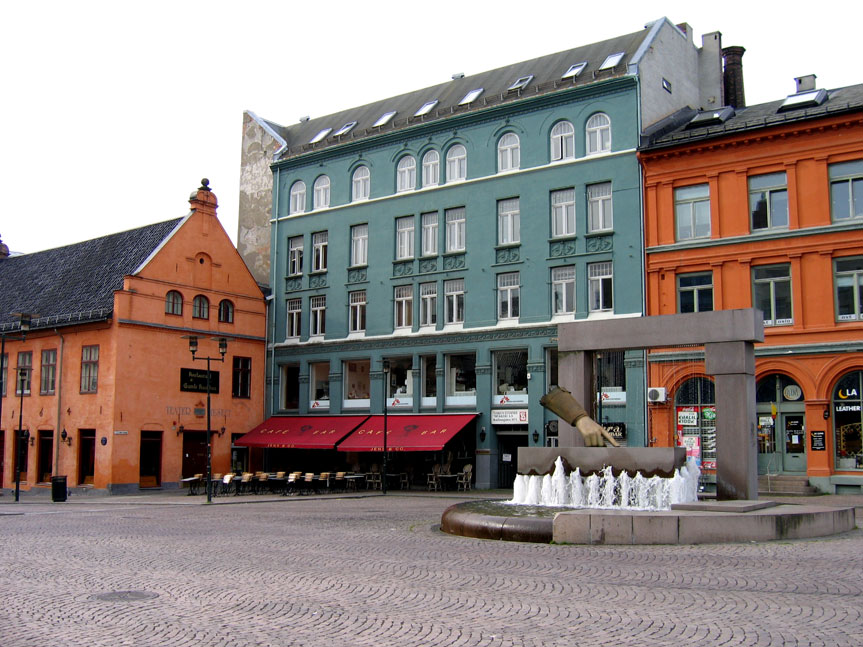
Bảo tàng Nhà hát Hansken Sculpture, Christiania Torv.
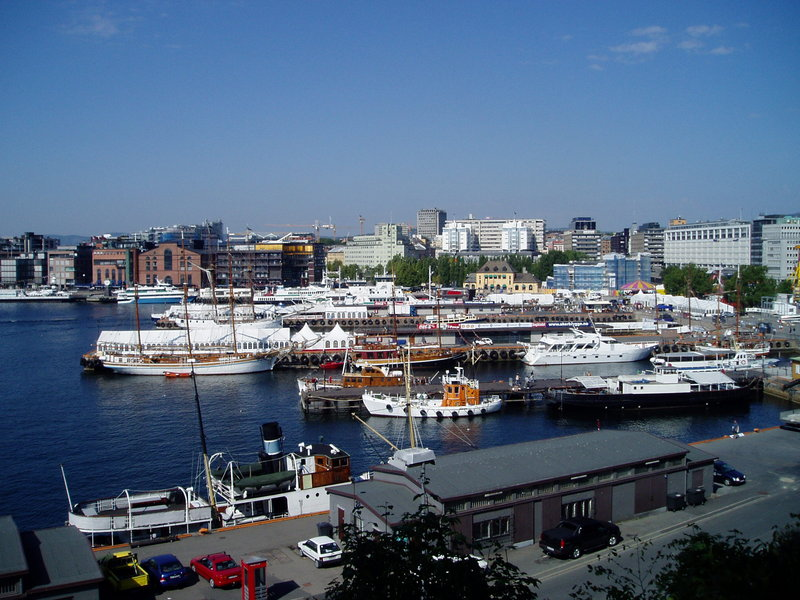
Nhìn từ Pháo đài Akershus đến fjord.
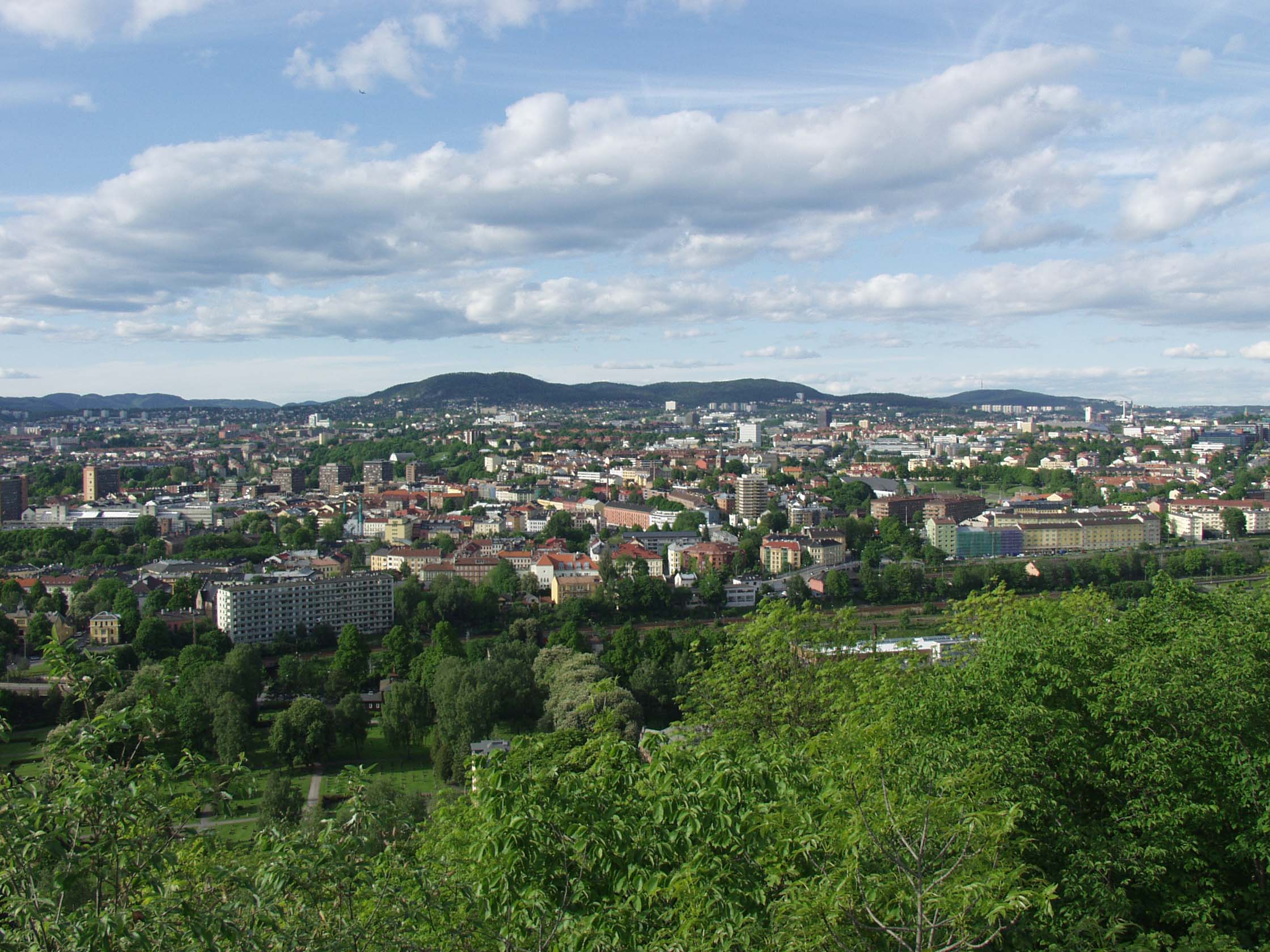
Nhìn từ Ekeberg về phía Grefsen
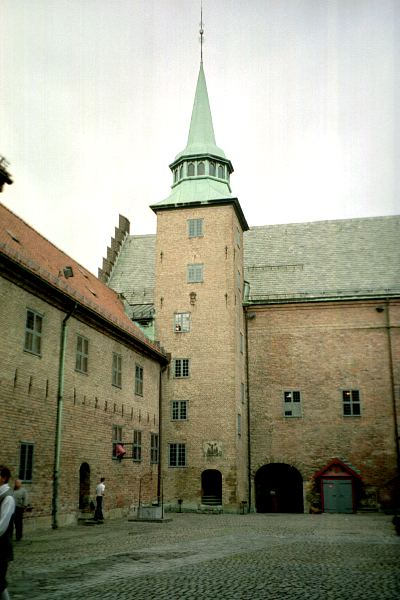
Pháo đài Akershus.
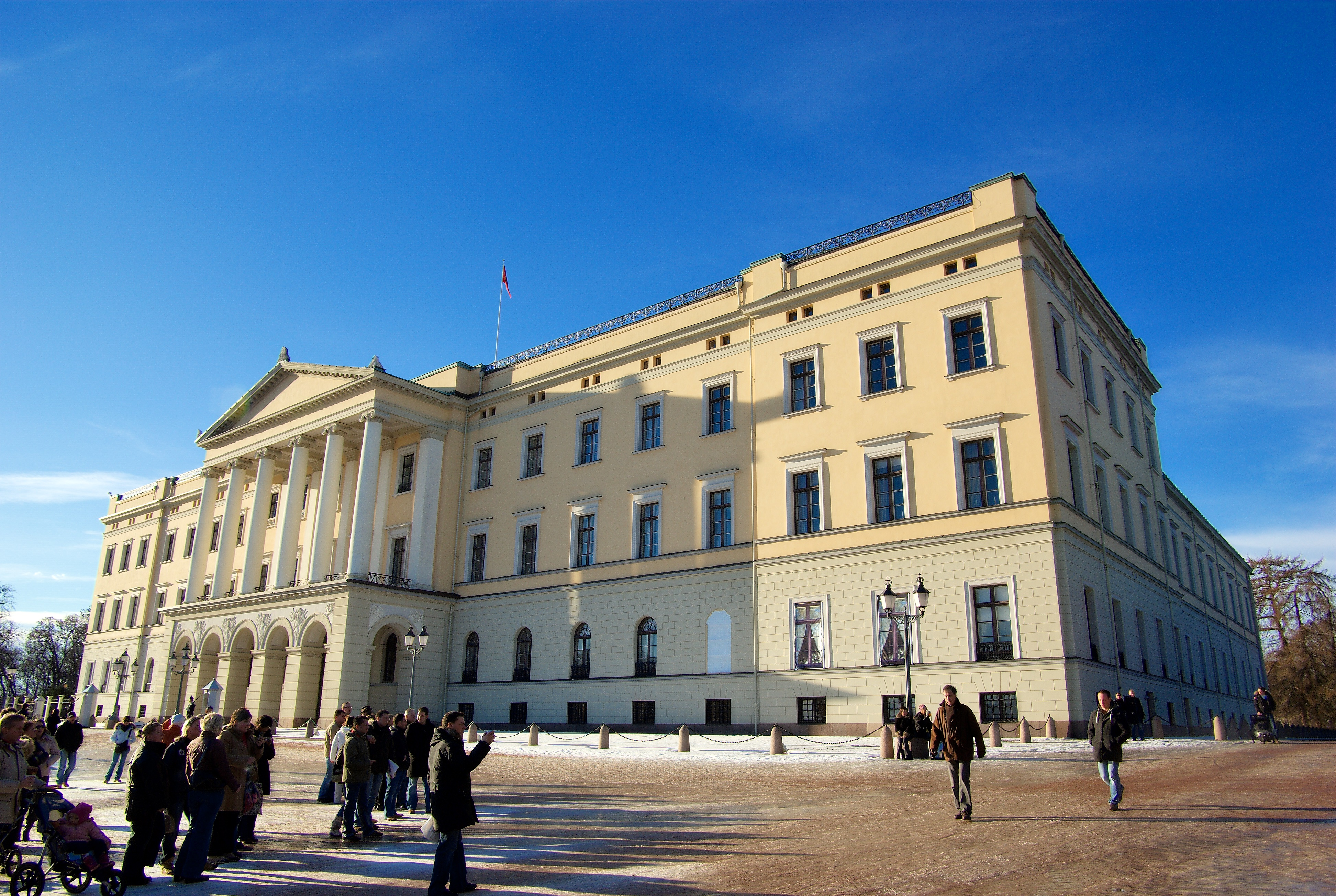
Cung điện Hoàng gia.
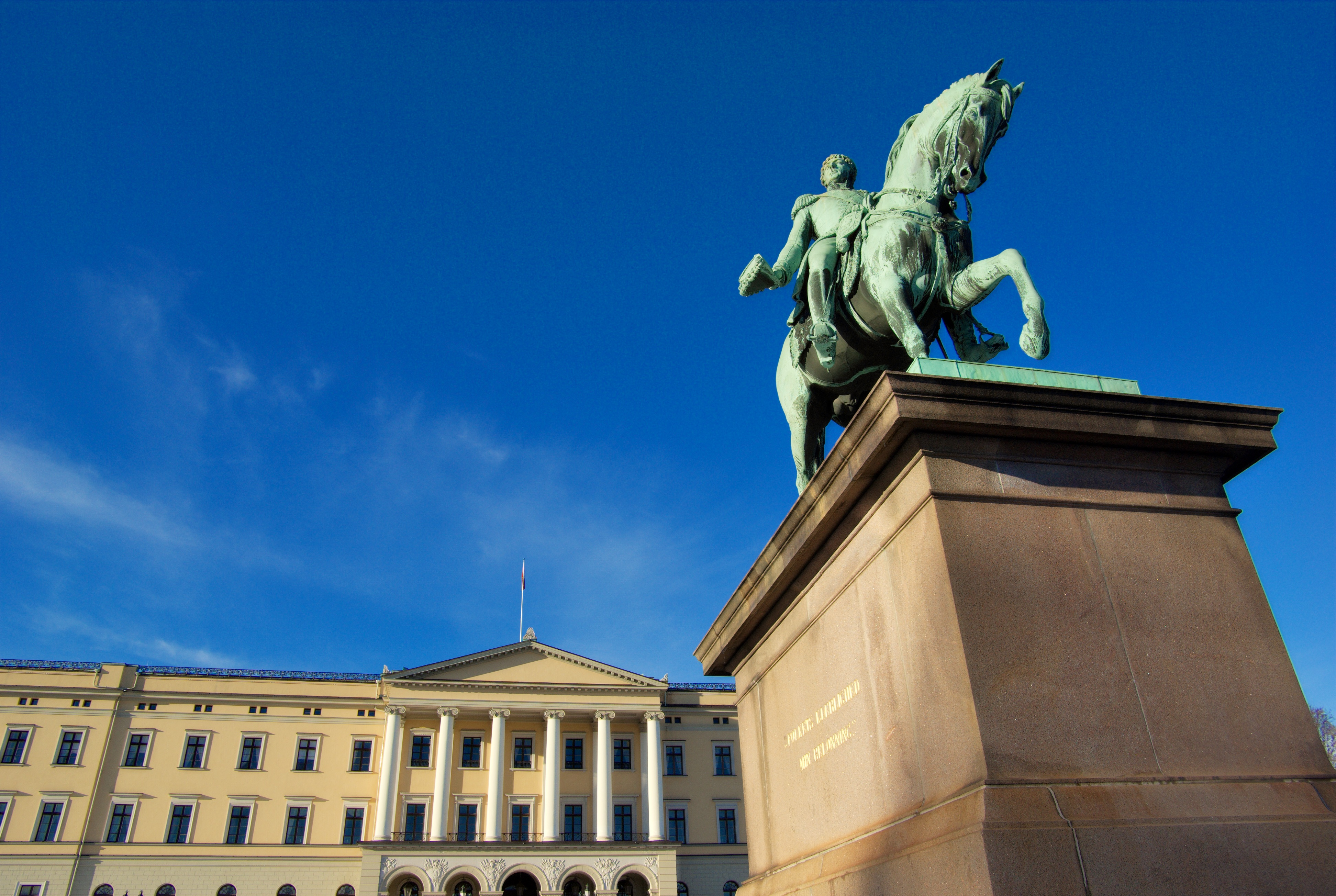
Vua Karl Johan.
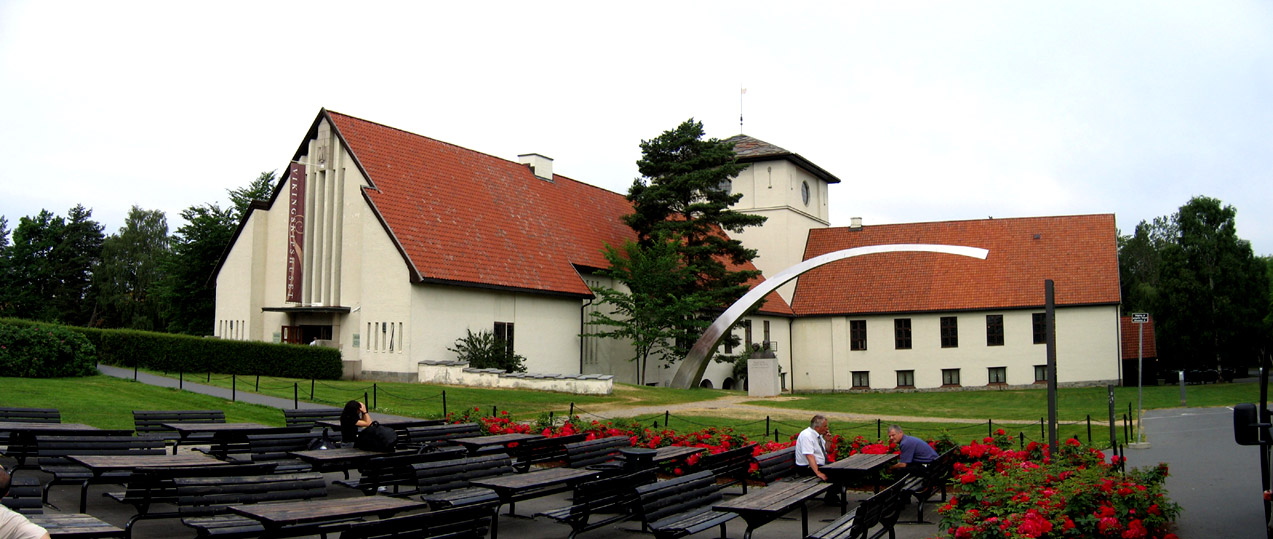
Bảo tàng Vikingship ở Bygdøy.
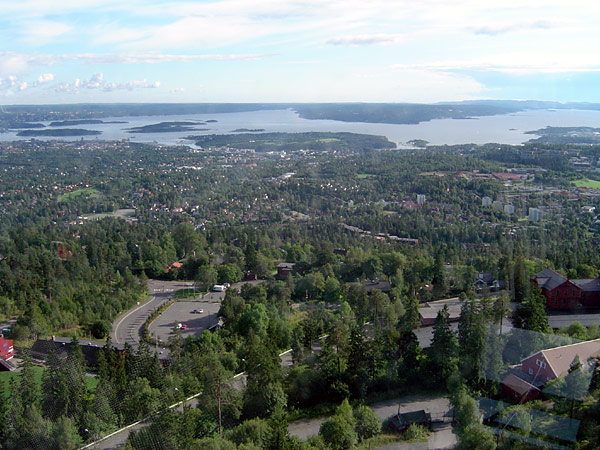
Oslo nhìn từ Nam Holmenkollen, trực diện Nesodden.
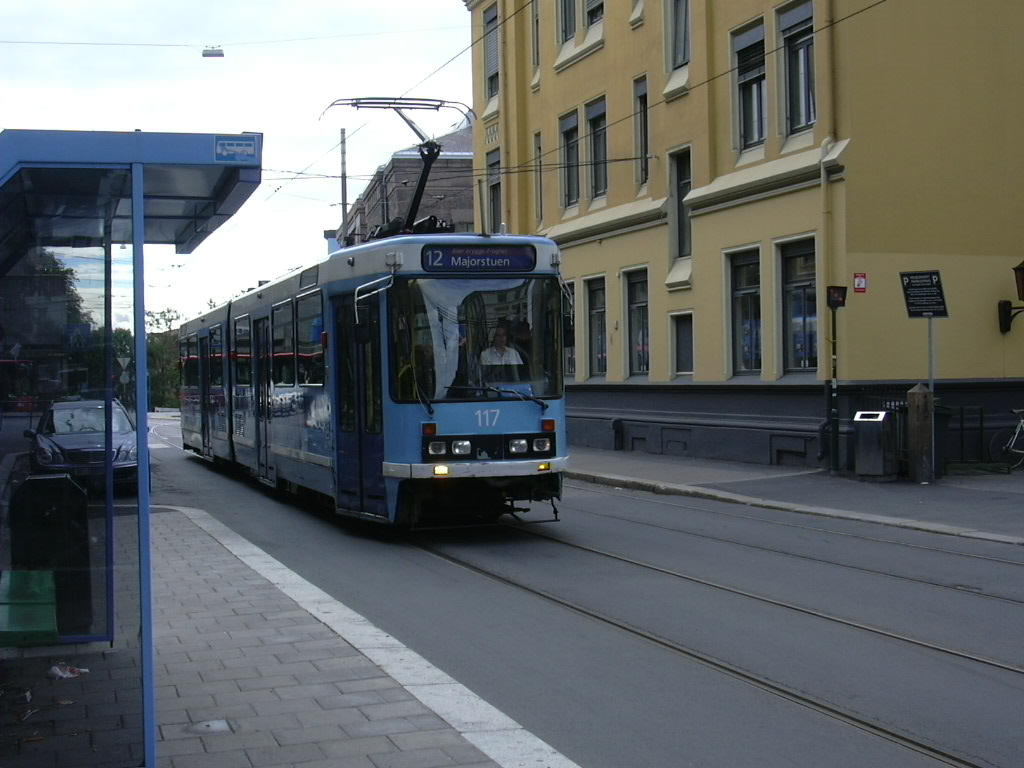
"Trikk": Xe điện của Oslo.
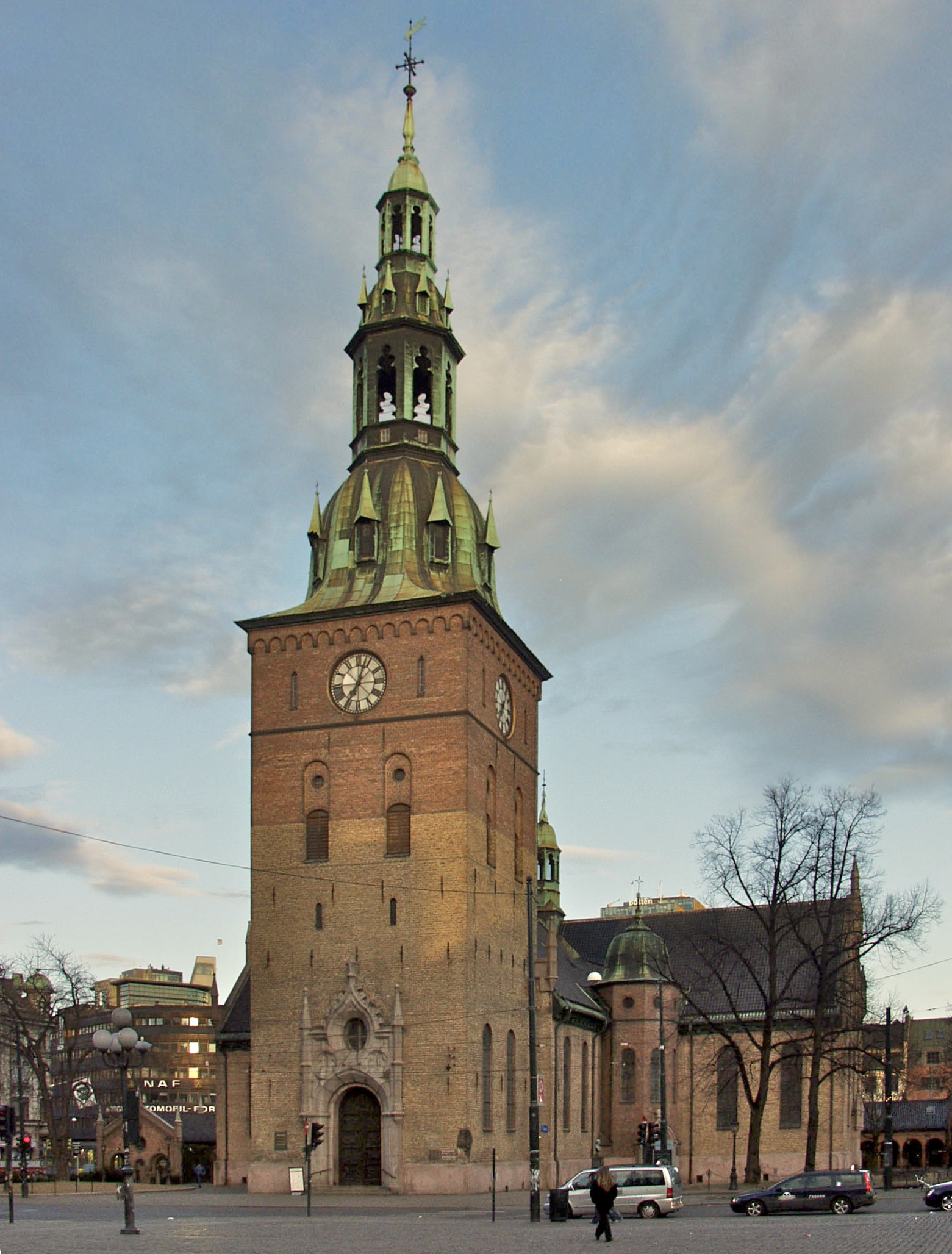
Nhà thờ lớn Oslo.